# Tour d'Italie féminin 2018
La 29e édition du Tour d'Italie féminin (Giro Rosa en italien) a lieu du 6 au 15 juillet 2018. La course fait partie de l'UCI World Tour féminin. L'intégralité de la course se déroule en Italie du Nord. Le départ est donné de Verbania tandis que l'arrivée est située à Cividale del Friuli. 
La formation Sunweb remporte le contre-la-montre par équipes une seconde devant la formation Mitchelton-Scott. Ellen van Dijk porte le maillot rose. Les étapes suivantes se concluent au sprint : tout d'abord avec une victoire de Kirsten Wild, puis deux victoires de Jolien D'Hoore. La tête du classement général passe d'une coureuse de la Sunweb à l'autre avec Lucinda Brand puis Leah Kirchmann. La cinquième étape est gagnée par Ruth Winder en échappée. Elle est la quatrième coureuse de la Sunweb à porter le maillot rose. L'arrivée au sommet à Gerola Alta voit la victoire d'Amanda Spratt. Elle prend par la même occasion la tête du classement général. Le contre-la-montre en côte de la septième étape permet à Annemiek van Vleuten de devenir la nouvelle leader et de prendre un écart considérable face à la concurrence. Après une étape de transition où Marianne Vos s'impose en échappée, Annemiek van Vleuten remporte l'étape du Zoncolan puis l'ultime étape. Elle gagne ainsi son premier tour d'Italie ainsi que le classement par points. Ashleigh Moolman qui est la seule à avoir pu rivaliser dans le Zoncolan est deuxième devant Amanda Spratt. Cette dernière est également la meilleure grimpeuse. Sofia Bertizzolo est la meilleure jeune. Elisa Longo Borghini gagne le classement de la meilleure Italienne, enfin la formation Sunweb est la meilleure équipe.

## Présentation

### Parcours
L'intégralité de l'épreuve se déroule en Italie du nord.

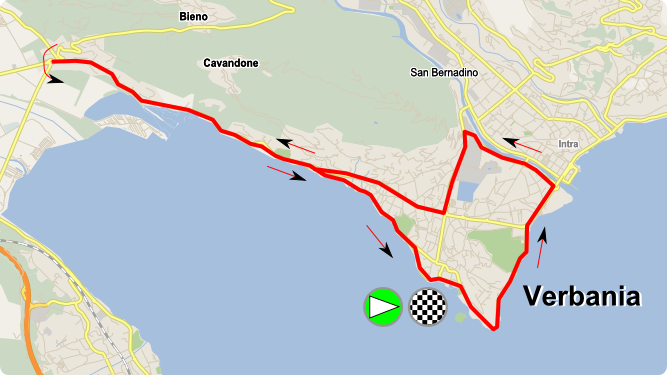
Première étape  - Partie en ligne de la course
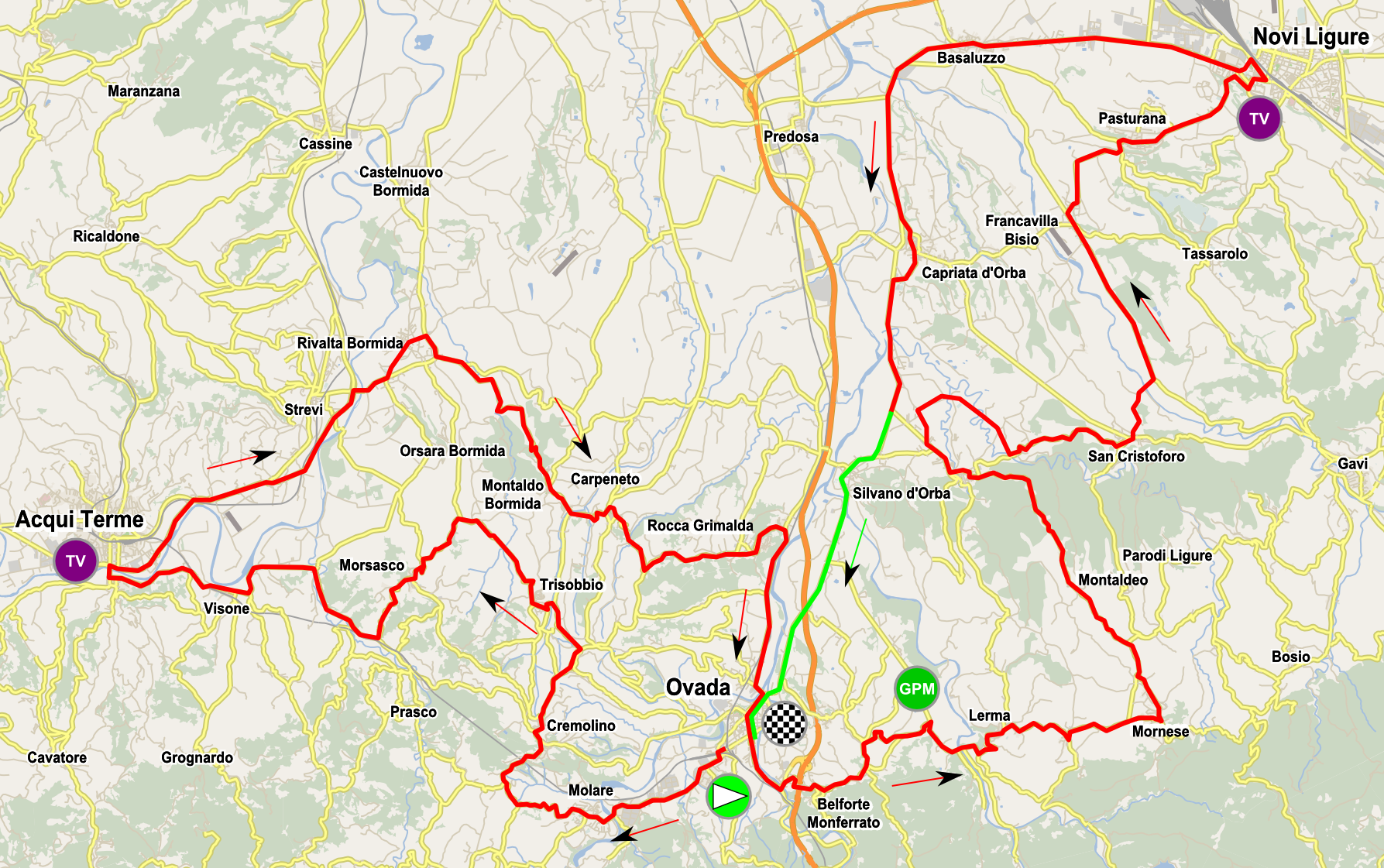
Deuxième étape  - Partie en ligne de la course - Final
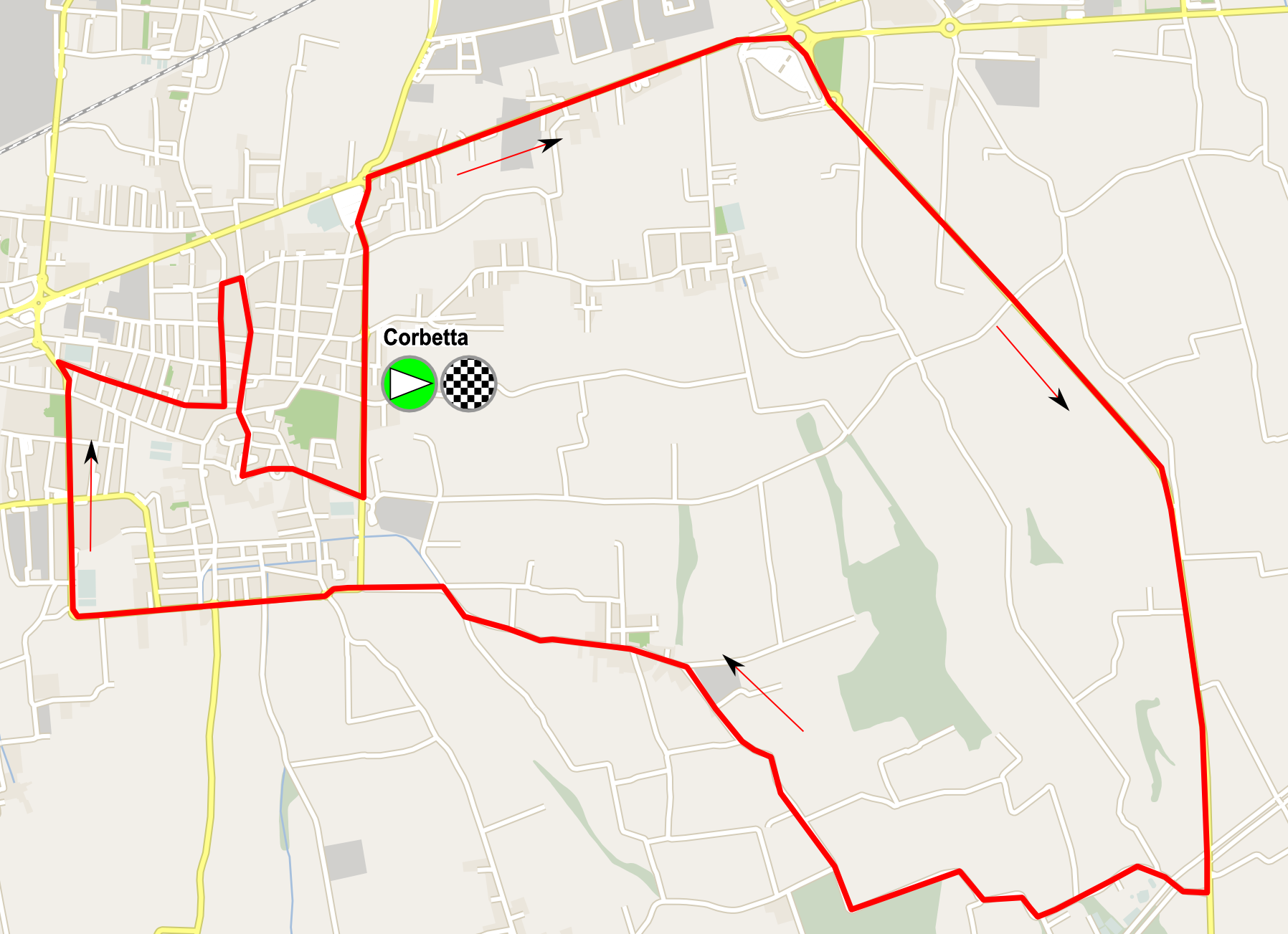
Troisième étape  - Circuit initial
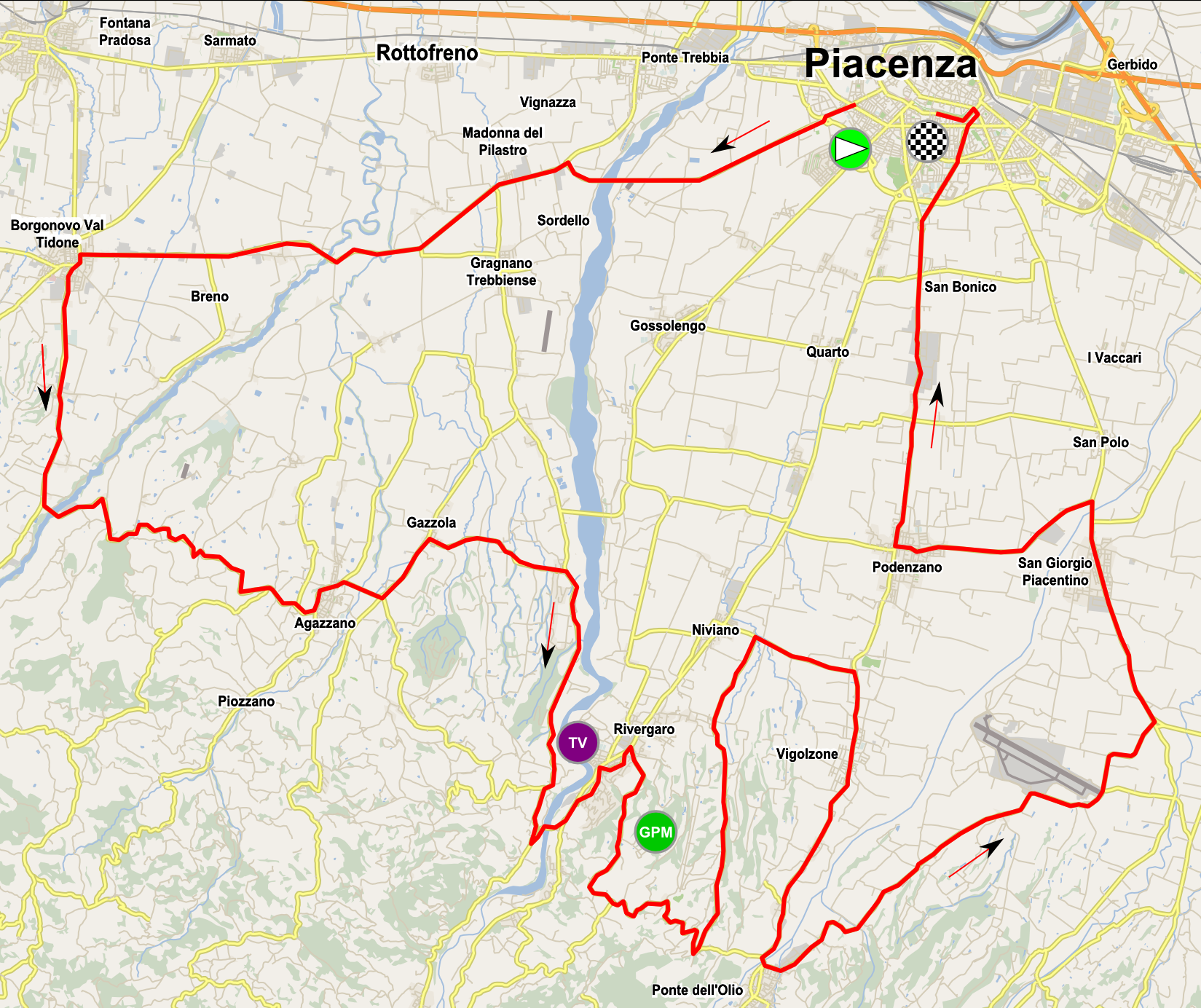
Quatrième étape  - Circuit initial
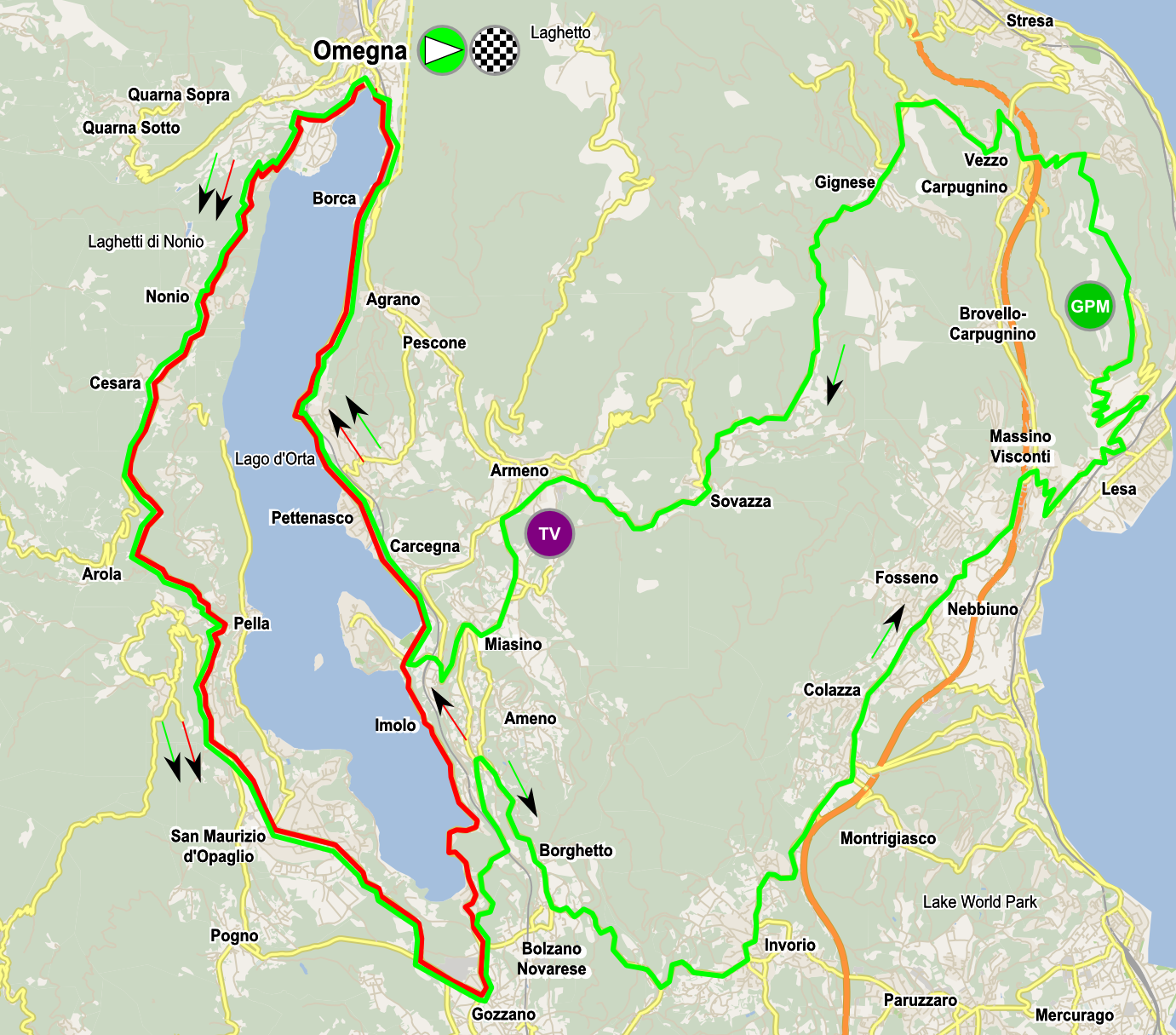
Cinquième étape  - Circuit initial - Final
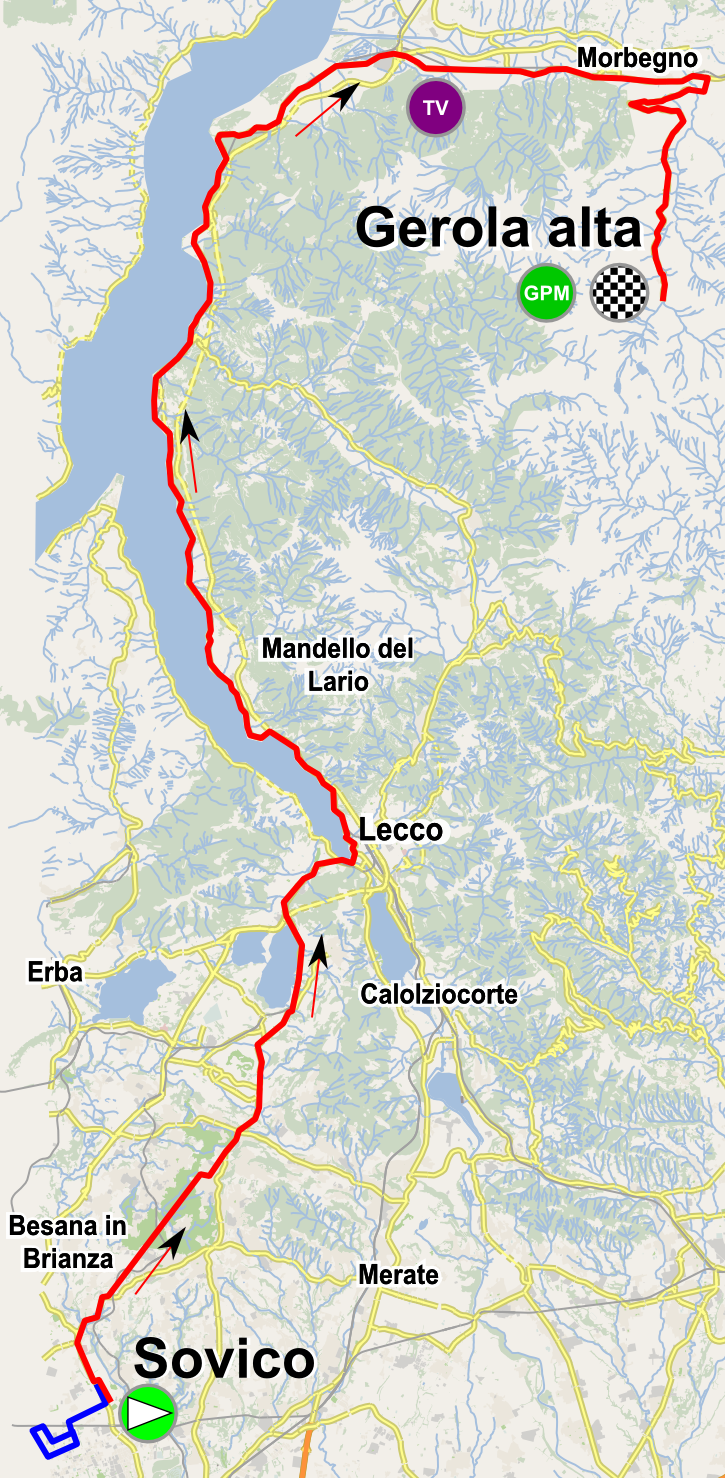
Sixième étape  - Circuit initial
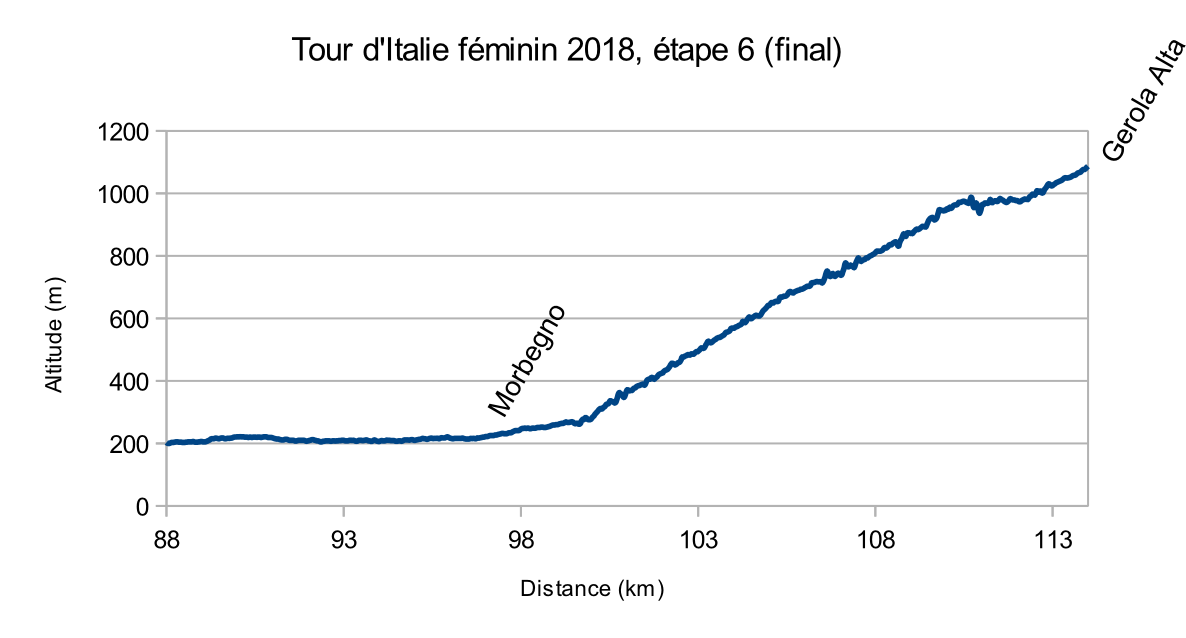
Profil du final de la sixième étape
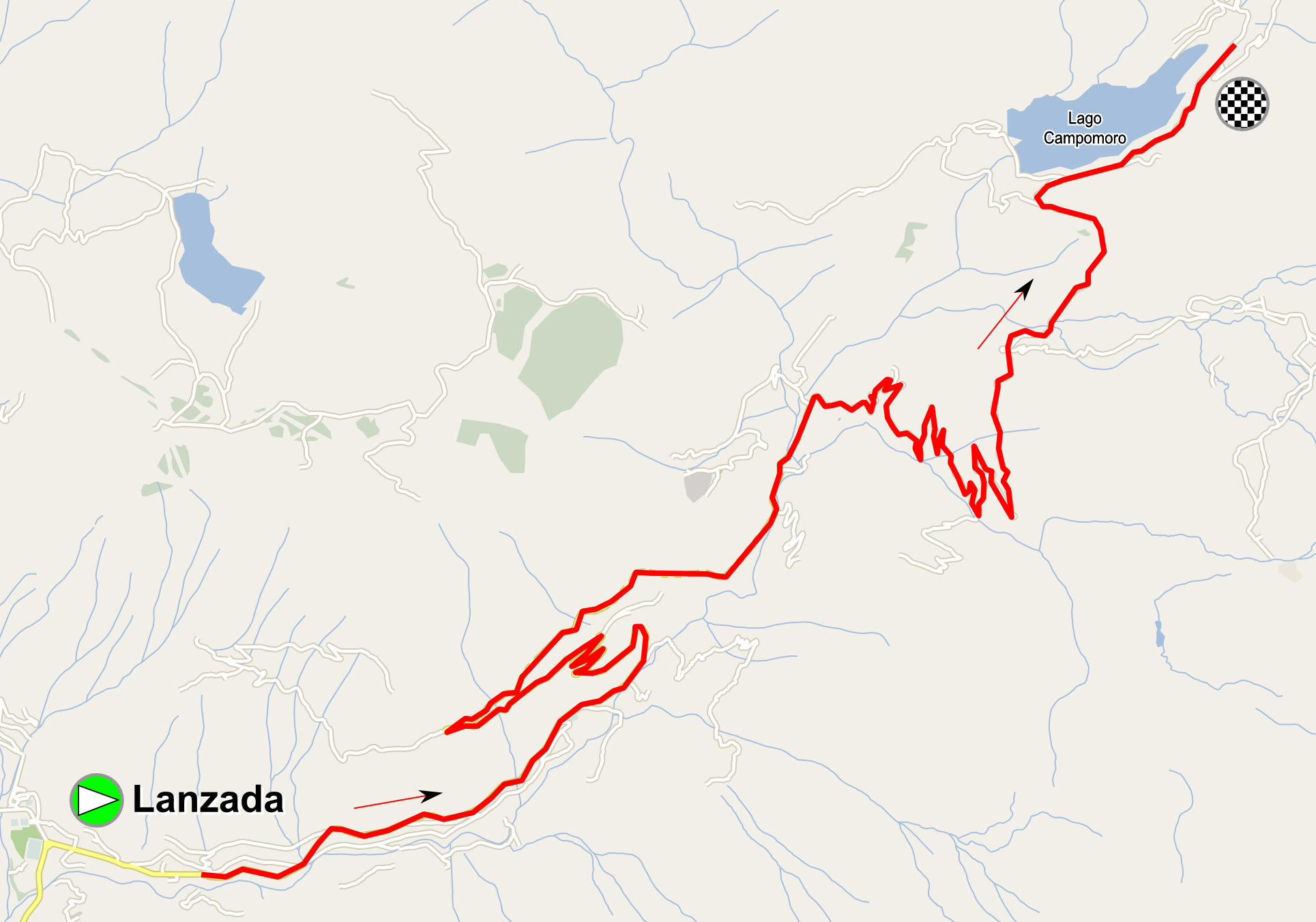
Septième étape  - Circuit initial
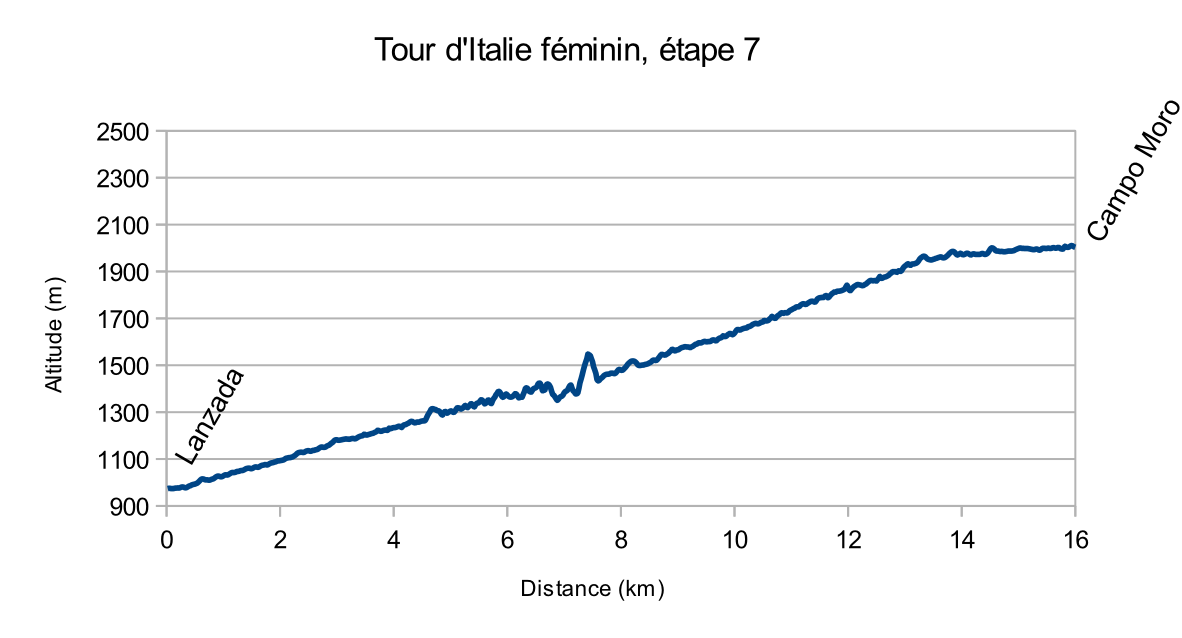
Profil de la septième étape
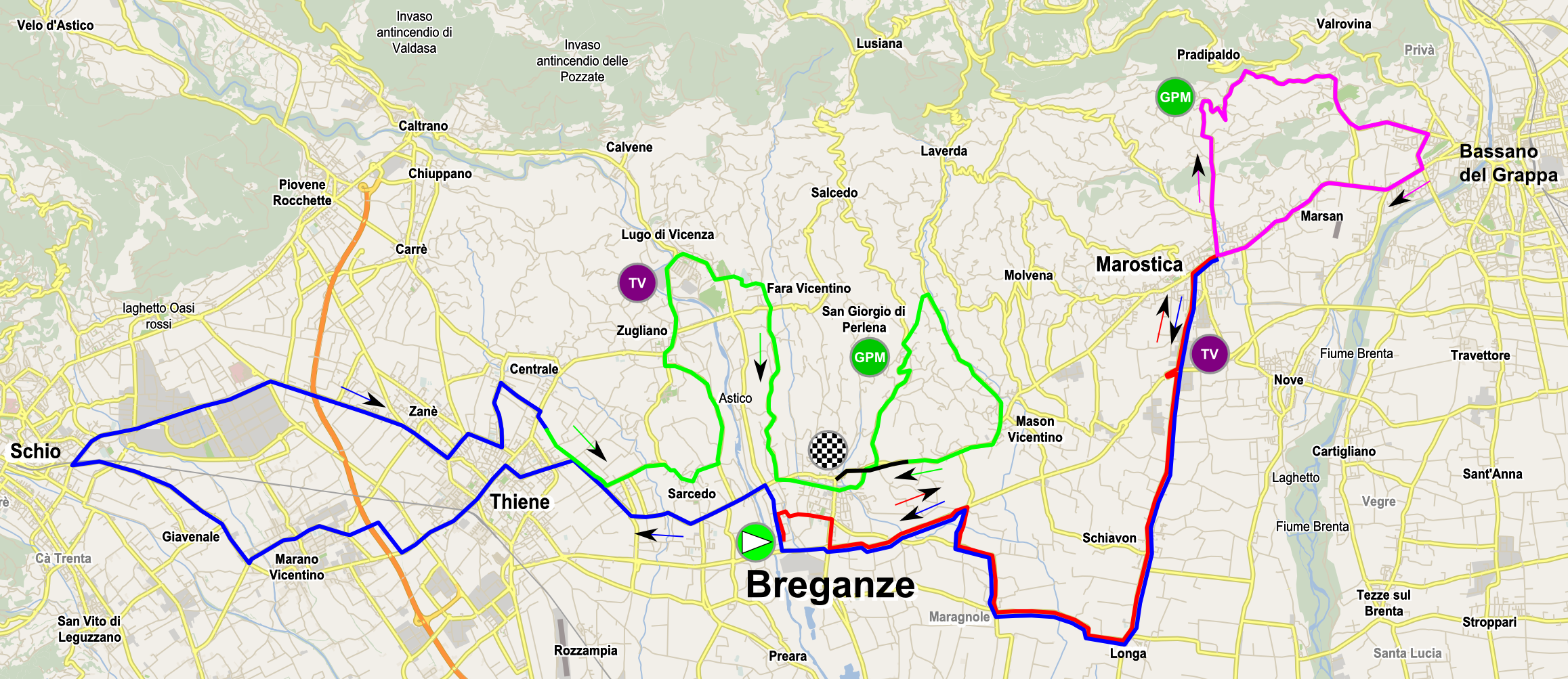
Huitième étape  - Circuit initial - Circuit nord, parcouru deux fois - Deuxième partie du parcours - Final
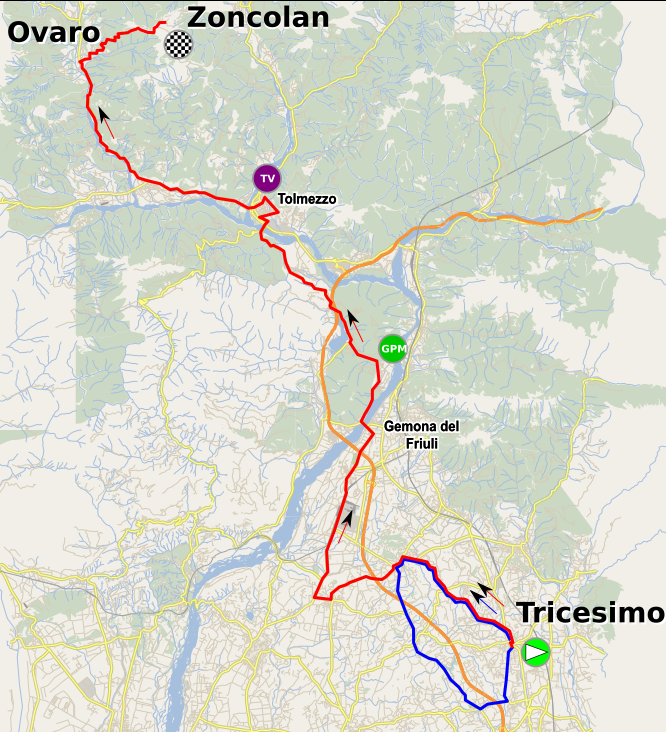
Neuvième étape  - Circuit initial
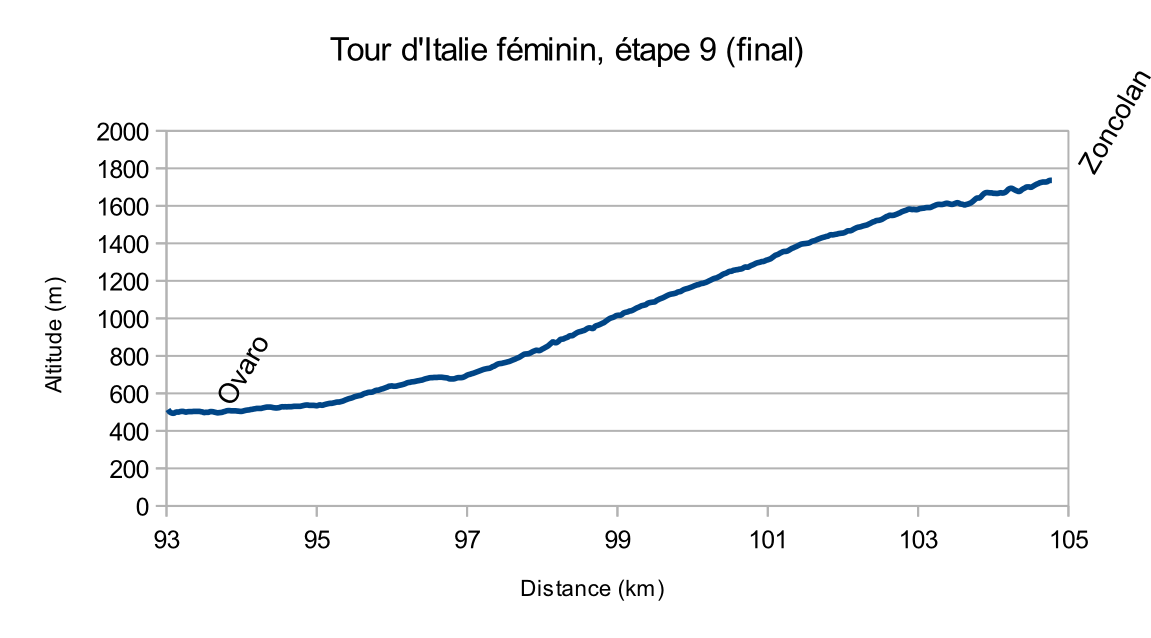
Profil du final de la neuvième étape
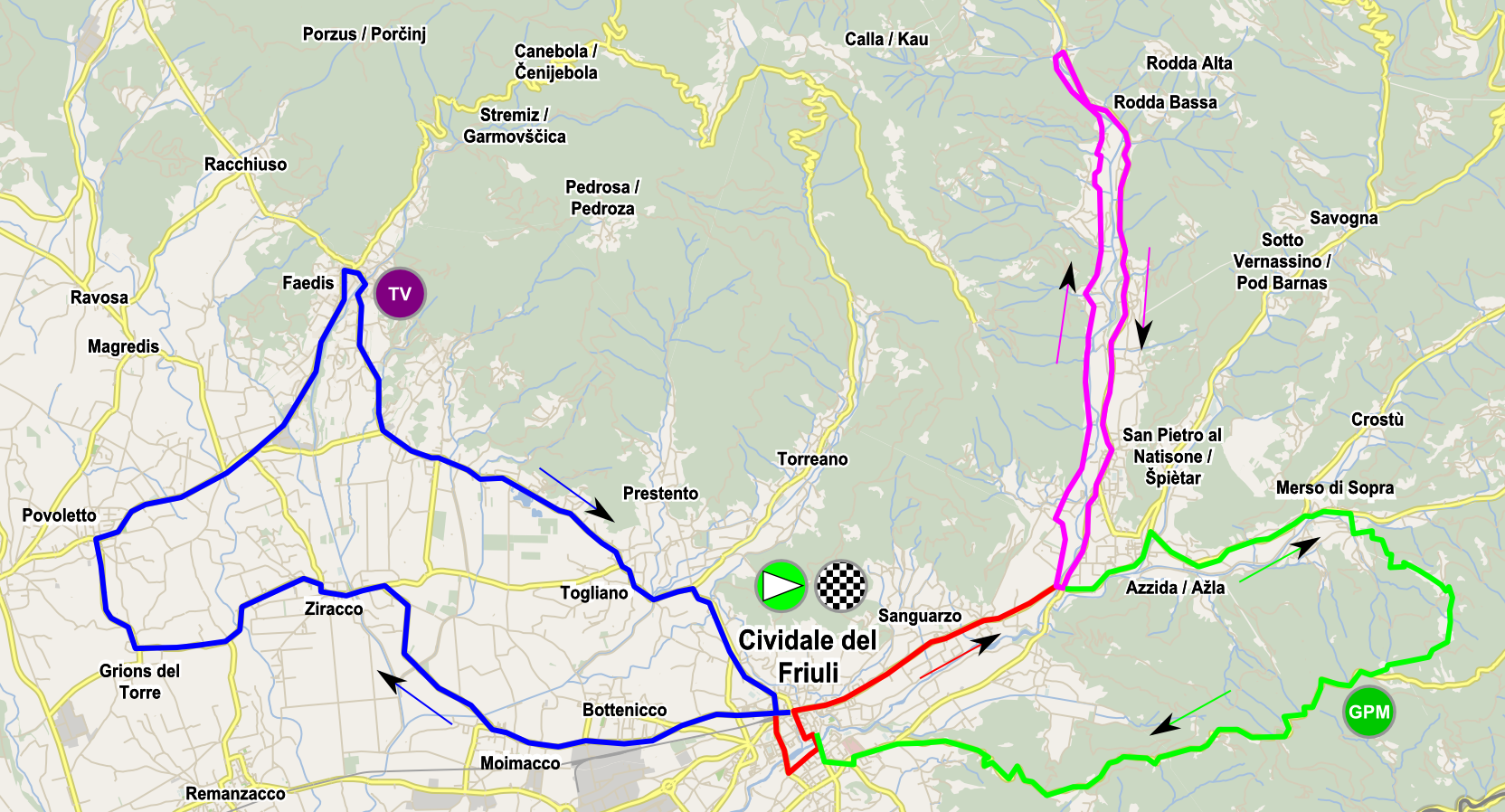
Dixième étape  - Circuit initial parcouru deux fois
  - Parcours intermédiaire
  - Circuit nord, parcouru deux fois
  - Final

### Équipes
En proie à des difficultés financières l'équipe Hitec, initialement prévue, doit renoncer. Elle est remplacée par l'équipe Movistar.
| Équipes féminines professionnelles (24)- Alé Cipollini - Aromitalia Vaiano - Astana Women's - Bepink - Bizkaia-Durango - Boels Dolmans - BTC City Ljubljana - Canyon-SRAM Racing - Cervélo Bigla - Conceria Zabri-Fanini - Cylance - Still Bike Team A.S. Dilettantistica - FDJ-Nouvelle Aquitaine-Futuroscope - Mitchelton-Scott - SC Michela Fanini - Servetto-Stradalli Cycle - Sunweb - Top Girls Fassa Bortolo - Trek-Drops - Valcar PBM - Virtu - WaowDeals - Wiggle High5 - Movistar Team |
| |

## Favorites
Mi-juin, Anna van der Breggen, la tenante du titre, annonce qu'elle ne le défendra pas afin de mieux préparer les championnats du monde en septembre. Megan Guarnier mène donc la formation Boels Dolmans. Vainqueur en 2016, elle fait partie des favorites. Elisa Longo Borghini, deuxième en 2017 et en forme ascendante, comme elle l'a démontré sur The Women's Tour, elle est candidate à la victoire finale. Elle prétend cependant le contraire. Le départ a par ailleurs lieu à Verbania, chez elle. La dernière favorite de l'épreuve est Annemiek van Vleuten, qui est à la fois une des meilleures grimpeuses du peloton, avec la victoire en haut de l'Izoard sur La course by Le Tour de France, et la championne du monde du contre-la-montre en titre. Ashleigh Moolman et Katarzyna Niewiadoma viennent juste après dans la liste des favorites. Parmi les autres noms, on peut citer : Cecilie Uttrup Ludwig, Amanda Spratt, Tatiana Guderzo, Lucinda Brand, Shara Gillow et Lauren Stephens,.

## Étapes
| Étape     | Date      | Villes étapes                             | type                         | Distance (km) | Vainqueur d'étape    | Leader du classement général |
| --------- | --------- | ----------------------------------------- | ---------------------------- | ------------- | -------------------- | ---------------------------- |
| 1re étape | 6 juill.  | Verbania – Verbania                       | contre-la-montre par équipes | 15,5          | Sunweb               | Ellen van Dijk               |
| 2e étape  | 7 juill.  | Ovada – Ovada                             | étape vallonnée              | 120,4         | Kirsten Wild         | Lucinda Brand                |
| 3e étape  | 8 juill.  | Corbetta – Corbetta                       | étape de plaine              | 132           | Jolien D'Hoore       | Leah Kirchmann               |
| 4e étape  | 9 juill.  | Plaisance – Plaisance                     | étape de plaine              | 109           | Jolien D'Hoore       | Leah Kirchmann               |
| 5e étape  | 10 juill. | Omegna – Omegna                           | étape vallonnée              | 117,7         | Ruth Edwards         | Ruth Edwards                 |
| 6e étape  | 11 juill. | Sovico – Gerola Alta                      | étape de montagne            | 114,1         | Amanda Spratt        | Amanda Spratt                |
| 7e étape  | 12 juill. | Lanzada – Lanzada                         | contre-la-montre individuel  | 15            | Annemiek van Vleuten | Annemiek van Vleuten         |
| 8e étape  | 13 juill. | San Giorgio – Breganze                    | étape de plaine              | 121,6         | Marianne Vos         | Annemiek van Vleuten         |
| 9e étape  | 14 juill. | Tricesimo – Monte Zoncolan                | étape de montagne            | 104,7         | Annemiek van Vleuten | Annemiek van Vleuten         |
| 10e étape | 15 juill. | Cividale del Friuli – Cividale del Friuli | étape vallonnée              | 120,3         | Annemiek van Vleuten | Annemiek van Vleuten         |

## Déroulement de la course

### 1reétape
La formation Sunweb remporte l'étape devant Mitchelton-Scott et Boels Dolmans. Ellen van Dijk s'empare du maillot rose,. Les favorites Elisa Longo Borghini et Katarzyna Niewiadoma perdent un peu de temps face à ces trois équipes.
| \| Classement de l'étape \| Classement de l'étape \| Classement de l'étape \| Classement de l'étape \| Classement de l'étape \| Classement de l'étape \| \| Équipe \| Équipe \| Pays \| Temps \| Écart de temps \| Vitesse moy. \| \| --------------------- \| ---------------------------------- \| --------------------- \| --------------------- \| --------------------- \| --------------------- \| \| 1re \| Sunweb \| Pays-Bas \| 18 min 25 s \| \| 50.498 km/h \| \| 2e \| Mitchelton-Scott \| Australie \| 18 min 26 s \| + 1 s \| 50.452 km/h \| \| 3e \| Boels Dolmans \| Pays-Bas \| 18 min 37 s \| + 12 s \| 49.955 km/h \| \| 4e \| Cervélo Bigla \| Danemark \| 18 min 47 s \| + 22 s \| 49.512 km/h \| \| 5e \| Canyon-SRAM Racing \| Allemagne \| 18 min 51 s \| + 26 s \| 49.337 km/h \| \| 6e \| WaowDeals \| Pays-Bas \| 19 min 00 s \| + 35 s \| 48.947 km/h \| \| 7e \| Wiggle High5 \| Royaume-Uni \| 19 min 04 s \| + 38 s \| 48.776 km/h \| \| 8e \| Movistar Team \| Espagne \| 19 min 36 s \| + 1 min 11 s \| 47.449 km/h \| \| 9e \| FDJ-Nouvelle Aquitaine-Futuroscope \| France \| 19 min 38 s \| + 1 min 13 s \| 47.368 km/h \| \| 10e \| Trek-Drops \| Royaume-Uni \| 19 min 43 s \| + 1 min 18 s \| 47.168 km/h \| |                                    |             |             |                |              |
| |                                    |             |             |                |              |
| Source : ProCyclingStats |                                    |             |             |                |              |
| Classement de l'étape |                                    |             |             |                |              |
| Équipe | Équipe                             | Pays        | Temps       | Écart de temps | Vitesse moy. |
| 1re | Sunweb                             | Pays-Bas    | 18 min 25 s |                | 50.498 km/h  |
| 2e | Mitchelton-Scott                   | Australie   | 18 min 26 s | + 1 s          | 50.452 km/h  |
| 3e | Boels Dolmans                      | Pays-Bas    | 18 min 37 s | + 12 s         | 49.955 km/h  |
| 4e | Cervélo Bigla                      | Danemark    | 18 min 47 s | + 22 s         | 49.512 km/h  |
| 5e | Canyon-SRAM Racing                 | Allemagne   | 18 min 51 s | + 26 s         | 49.337 km/h  |
| 6e | WaowDeals                          | Pays-Bas    | 19 min 00 s | + 35 s         | 48.947 km/h  |
| 7e | Wiggle High5                       | Royaume-Uni | 19 min 04 s | + 38 s         | 48.776 km/h  |
| 8e | Movistar Team                      | Espagne     | 19 min 36 s | + 1 min 11 s   | 47.449 km/h  |
| 9e | FDJ-Nouvelle Aquitaine-Futuroscope | France      | 19 min 38 s | + 1 min 13 s   | 47.368 km/h  |
| 10e | Trek-Drops                         | Royaume-Uni | 19 min 43 s | + 1 min 18 s   | 47.168 km/h  |

| \| Classement général \| Classement général \| Classement général \| Classement général \| Classement général \| \| Coureuse \| Coureuse \| Pays \| Équipe \| Temps \| \| ------------------ \| -------------------- \| ------------------ \| ------------------ \| ------------------ \| \| 1re \| Ellen van Dijk \| Pays-Bas \| Sunweb \| 18 min 25 s \| \| 2e \| Liane Lippert \| Allemagne \| Sunweb \| + 0 s \| \| 3e \| Juliette Labous \| France \| Sunweb \| + 0 s \| \| 4e \| Julia Soek \| Pays-Bas \| Sunweb \| + 0 s \| \| 5e \| Leah Kirchmann \| Canada \| Sunweb \| + 0 s \| \| 6e \| Lucinda Brand \| Pays-Bas \| Sunweb \| + 0 s \| \| 7e \| Ruth Edwards \| États-Unis \| Sunweb \| + 0 s \| \| 8e \| Sarah Roy \| Australie \| Mitchelton-Scott \| + 1 s \| \| 9e \| Gracie Elvin \| Australie \| Mitchelton-Scott \| + 1 s \| \| 10e \| Annemiek van Vleuten \| Pays-Bas \| Mitchelton-Scott \| + 1 s \| |                      |            |                  |             |
| |                      |            |                  |             |
| Source : ProCyclingStats |                      |            |                  |             |
| Classement général |                      |            |                  |             |
| Coureuse | Coureuse             | Pays       | Équipe           | Temps       |
| 1re | Ellen van Dijk       | Pays-Bas   | Sunweb           | 18 min 25 s |
| 2e | Liane Lippert        | Allemagne  | Sunweb           | + 0 s       |
| 3e | Juliette Labous      | France     | Sunweb           | + 0 s       |
| 4e | Julia Soek           | Pays-Bas   | Sunweb           | + 0 s       |
| 5e | Leah Kirchmann       | Canada     | Sunweb           | + 0 s       |
| 6e | Lucinda Brand        | Pays-Bas   | Sunweb           | + 0 s       |
| 7e | Ruth Edwards         | États-Unis | Sunweb           | + 0 s       |
| 8e | Sarah Roy            | Australie  | Mitchelton-Scott | + 1 s       |
| 9e | Gracie Elvin         | Australie  | Mitchelton-Scott | + 1 s       |
| 10e | Annemiek van Vleuten | Pays-Bas   | Mitchelton-Scott | + 1 s       |

### 2eétape
Le premier sprint intermédiaire est remporté par Leah Kirchmann devant Lucinda Brand, cela leur permet de conforter leur avance au classement général face aux coureuses de la formation Mitchelton-Scott. Sheyla Gutierrez attaque en suite. Elle passe la première difficulté de la journée au kilomètre cinquante-sept seule en tête. Alice Maria Arzuffi  la rejoint ensuite. Leur avance culmine à trois minutes. À quinze kilomètres, Dalia Muccioli et Sara Penton partent en poursuite. La chasse du peloton s'organise ensuite avec la Wiggle High5. Les échappées sont reprises aux quatre cents mètres. Au sprint, Kirsten Wild s'impose devant Giorgia Bronzini et Marianne Vos. Au classement général, Lucinda Brand endosse le maillot rose,.
| \| Classement de l'étape \| Classement de l'étape \| Classement de l'étape \| Classement de l'étape \| Classement de l'étape \| \| Coureuse \| Coureuse \| Pays \| Équipe \| Temps \| \| --------------------- \| --------------------- \| --------------------- \| ---------------------------------- \| --------------------- \| \| 1re \| Kirsten Wild \| Pays-Bas \| Wiggle High5 \| 3 h 22 min 00 s \| \| 2e \| Giorgia Bronzini \| Italie \| Cylance \| + 0 s \| \| 3e \| Marianne Vos \| Pays-Bas \| WaowDeals \| + 0 s \| \| 4e \| Marta Bastianelli \| Italie \| Alé Cipollini \| + 0 s \| \| 5e \| Amy Pieters \| Pays-Bas \| Boels Dolmans \| + 0 s \| \| 6e \| Alexis Magner \| États-Unis \| Canyon-SRAM Racing \| + 0 s \| \| 7e \| Ilaria Sanguineti \| Italie \| Valcar PBM \| + 0 s \| \| 8e \| Roxane Fournier \| France \| FDJ-Nouvelle Aquitaine-Futuroscope \| + 0 s \| \| 9e \| Amanda Spratt \| Australie \| Mitchelton-Scott \| + 0 s \| \| 10e \| Lucinda Brand \| Pays-Bas \| Sunweb \| + 0 s \| |                   |            |                                    |                 |
| |                   |            |                                    |                 |
| Source : ProCyclingStats |                   |            |                                    |                 |
| Classement de l'étape |                   |            |                                    |                 |
| Coureuse | Coureuse          | Pays       | Équipe                             | Temps           |
| 1re | Kirsten Wild      | Pays-Bas   | Wiggle High5                       | 3 h 22 min 00 s |
| 2e | Giorgia Bronzini  | Italie     | Cylance                            | + 0 s           |
| 3e | Marianne Vos      | Pays-Bas   | WaowDeals                          | + 0 s           |
| 4e | Marta Bastianelli | Italie     | Alé Cipollini                      | + 0 s           |
| 5e | Amy Pieters       | Pays-Bas   | Boels Dolmans                      | + 0 s           |
| 6e | Alexis Magner     | États-Unis | Canyon-SRAM Racing                 | + 0 s           |
| 7e | Ilaria Sanguineti | Italie     | Valcar PBM                         | + 0 s           |
| 8e | Roxane Fournier   | France     | FDJ-Nouvelle Aquitaine-Futuroscope | + 0 s           |
| 9e | Amanda Spratt     | Australie  | Mitchelton-Scott                   | + 0 s           |
| 10e | Lucinda Brand     | Pays-Bas   | Sunweb                             | + 0 s           |

| \| Classement général \| Classement général \| Classement général \| Classement général \| Classement général \| \| Coureuse \| Coureuse \| Pays \| Équipe \| Temps \| \| ------------------ \| -------------------- \| ------------------ \| ------------------ \| ------------------ \| \| 1re \| Lucinda Brand \| Pays-Bas \| Sunweb \| 3 h 40 min 22 s \| \| 2e \| Leah Kirchmann \| Canada \| Sunweb \| + 0 s \| \| 3e \| Ellen van Dijk \| Pays-Bas \| Sunweb \| + 3 s \| \| 4e \| Ruth Edwards \| États-Unis \| Sunweb \| + 3 s \| \| 5e \| Juliette Labous \| France \| Sunweb \| + 3 s \| \| 6e \| Liane Lippert \| Allemagne \| Sunweb \| + 3 s \| \| 7e \| Julia Soek \| Pays-Bas \| Sunweb \| + 3 s \| \| 8e \| Amanda Spratt \| Australie \| Mitchelton-Scott \| + 4 s \| \| 9e \| Gracie Elvin \| Australie \| Mitchelton-Scott \| + 4 s \| \| 10e \| Annemiek van Vleuten \| Pays-Bas \| Mitchelton-Scott \| + 4 s \| |                      |            |                  |                 |
| |                      |            |                  |                 |
| Source : ProCyclingStats |                      |            |                  |                 |
| Classement général |                      |            |                  |                 |
| Coureuse | Coureuse             | Pays       | Équipe           | Temps           |
| 1re | Lucinda Brand        | Pays-Bas   | Sunweb           | 3 h 40 min 22 s |
| 2e | Leah Kirchmann       | Canada     | Sunweb           | + 0 s           |
| 3e | Ellen van Dijk       | Pays-Bas   | Sunweb           | + 3 s           |
| 4e | Ruth Edwards         | États-Unis | Sunweb           | + 3 s           |
| 5e | Juliette Labous      | France     | Sunweb           | + 3 s           |
| 6e | Liane Lippert        | Allemagne  | Sunweb           | + 3 s           |
| 7e | Julia Soek           | Pays-Bas   | Sunweb           | + 3 s           |
| 8e | Amanda Spratt        | Australie  | Mitchelton-Scott | + 4 s           |
| 9e | Gracie Elvin         | Australie  | Mitchelton-Scott | + 4 s           |
| 10e | Annemiek van Vleuten | Pays-Bas   | Mitchelton-Scott | + 4 s           |

### 3eétape
Lors du premier sprint intermédiaire, Kirsten Wild s'impose devant Leah Kirchmann et Lucinda Brand. Une échappée se forme ensuite avec Sara Penton, Carmela Cipriani et Chiara Perini. Jessica Parra est un temps en poursuite, mais ne parvient pas à opérer la jonction. Leur avance culmine à deux minutes. À l'amorce du dernier tour, l'échappée a toujours plus d'une minute d'avance. Elle est reprise au quatre kilomètres. Une chute survient au même moment. Au sprint, la Belge Jolien D'Hoore s'impose devant Kirsten Wild et Alexis Ryan. La chute produit des écarts au classement général. Megan Guarnier et Sabrina Stultiens perdent ainsi une minute,.
| \| Classement de l'étape \| Classement de l'étape \| Classement de l'étape \| Classement de l'étape \| Classement de l'étape \| \| Coureuse \| Coureuse \| Pays \| Équipe \| Temps \| \| --------------------- \| --------------------- \| --------------------- \| --------------------- \| --------------------- \| \| 1re \| Jolien D'Hoore \| Belgique \| Mitchelton-Scott \| 3 h 15 min 47 s \| \| 2e \| Kirsten Wild \| Pays-Bas \| Wiggle High5 \| + 0 s \| \| 3e \| Alexis Magner \| États-Unis \| Canyon-SRAM Racing \| + 0 s \| \| 4e \| Leah Kirchmann \| Canada \| Sunweb \| + 0 s \| \| 5e \| Giorgia Bronzini \| Italie \| Cylance \| + 0 s \| \| 6e \| Marianne Vos \| Pays-Bas \| WaowDeals \| + 0 s \| \| 7e \| Barbara Guarischi \| Italie \| Virtu Cycling Women \| + 0 s \| \| 8e \| Amy Pieters \| Pays-Bas \| Boels Dolmans \| + 0 s \| \| 9e \| Chiara Consonni \| Italie \| Valcar PBM \| + 0 s \| \| 10e \| Lotta Lepistö \| Finlande \| Cervélo Bigla \| + 0 s \| |                   |            |                     |                 |
| |                   |            |                     |                 |
| Source : ProCyclingStats |                   |            |                     |                 |
| Classement de l'étape |                   |            |                     |                 |
| Coureuse | Coureuse          | Pays       | Équipe              | Temps           |
| 1re | Jolien D'Hoore    | Belgique   | Mitchelton-Scott    | 3 h 15 min 47 s |
| 2e | Kirsten Wild      | Pays-Bas   | Wiggle High5        | + 0 s           |
| 3e | Alexis Magner     | États-Unis | Canyon-SRAM Racing  | + 0 s           |
| 4e | Leah Kirchmann    | Canada     | Sunweb              | + 0 s           |
| 5e | Giorgia Bronzini  | Italie     | Cylance             | + 0 s           |
| 6e | Marianne Vos      | Pays-Bas   | WaowDeals           | + 0 s           |
| 7e | Barbara Guarischi | Italie     | Virtu Cycling Women | + 0 s           |
| 8e | Amy Pieters       | Pays-Bas   | Boels Dolmans       | + 0 s           |
| 9e | Chiara Consonni   | Italie     | Valcar PBM          | + 0 s           |
| 10e | Lotta Lepistö     | Finlande   | Cervélo Bigla       | + 0 s           |

| \| Classement général \| Classement général \| Classement général \| Classement général \| Classement général \| \| Coureuse \| Coureuse \| Pays \| Équipe \| Temps \| \| ------------------ \| -------------------- \| ------------------ \| ------------------ \| ------------------ \| \| 1re \| Leah Kirchmann \| Canada \| Sunweb \| 6 h 56 min 07 s \| \| 2e \| Lucinda Brand \| Pays-Bas \| Sunweb \| + 5 s \| \| 3e \| Ellen van Dijk \| Pays-Bas \| Sunweb \| + 9 s \| \| 4e \| Ruth Edwards \| États-Unis \| Sunweb \| + 9 s \| \| 5e \| Amanda Spratt \| Australie \| Mitchelton-Scott \| + 10 s \| \| 6e \| Annemiek van Vleuten \| Pays-Bas \| Mitchelton-Scott \| + 10 s \| \| 7e \| Gracie Elvin \| Australie \| Mitchelton-Scott \| + 10 s \| \| 8e \| Amy Pieters \| Pays-Bas \| Boels Dolmans \| + 17 s \| \| 9e \| Chantal Blaak \| Pays-Bas \| Boels Dolmans \| + 21 s \| \| 10e \| Kirsten Wild \| Pays-Bas \| Wiggle High5 \| + 25 s \| |                      |            |                  |                 |
| |                      |            |                  |                 |
| Source : ProCyclingStats |                      |            |                  |                 |
| Classement général |                      |            |                  |                 |
| Coureuse | Coureuse             | Pays       | Équipe           | Temps           |
| 1re | Leah Kirchmann       | Canada     | Sunweb           | 6 h 56 min 07 s |
| 2e | Lucinda Brand        | Pays-Bas   | Sunweb           | + 5 s           |
| 3e | Ellen van Dijk       | Pays-Bas   | Sunweb           | + 9 s           |
| 4e | Ruth Edwards         | États-Unis | Sunweb           | + 9 s           |
| 5e | Amanda Spratt        | Australie  | Mitchelton-Scott | + 10 s          |
| 6e | Annemiek van Vleuten | Pays-Bas   | Mitchelton-Scott | + 10 s          |
| 7e | Gracie Elvin         | Australie  | Mitchelton-Scott | + 10 s          |
| 8e | Amy Pieters          | Pays-Bas   | Boels Dolmans    | + 17 s          |
| 9e | Chantal Blaak        | Pays-Bas   | Boels Dolmans    | + 21 s          |
| 10e | Kirsten Wild         | Pays-Bas   | Wiggle High5     | + 25 s          |

### 4eétape
Kseniia Dobrynina  est à l'origine de la première échappée. Celle-ci n'est que de courte durée. Elena Franchi part ensuite, mais est reprise sur la côte de Romola. Elisa Longo Borghini passe en tête au sommet. Olena Pavlukhina attaque ensuite. Elle a une minute d'avance au vingt-cinq kilomètres. Elle est reprise à neuf kilomètres de la ligne. Comme la veille, Jolien D'Hoore lève les bras, cette fois devant Marta Bastianelli et Lotta Lepistö,.
| \| Classement de l'étape \| Classement de l'étape \| Classement de l'étape \| Classement de l'étape \| Classement de l'étape \| \| Coureuse \| Coureuse \| Pays \| Équipe \| Temps \| \| --------------------- \| --------------------- \| --------------------- \| ---------------------------------- \| --------------------- \| \| 1re \| Jolien D'Hoore \| Belgique \| Mitchelton-Scott \| 2 h 42 min 25 s \| \| 2e \| Marta Bastianelli \| Italie \| Alé Cipollini \| + 0 s \| \| 3e \| Lotta Lepistö \| Finlande \| Cervélo Bigla \| + 0 s \| \| 4e \| Barbara Guarischi \| Italie \| Virtu Cycling Women \| + 0 s \| \| 5e \| Leah Kirchmann \| Canada \| Sunweb \| + 0 s \| \| 6e \| Roxane Fournier \| France \| FDJ-Nouvelle Aquitaine-Futuroscope \| + 0 s \| \| 7e \| Kirsten Wild \| Pays-Bas \| Wiggle High5 \| + 0 s \| \| 8e \| Amy Pieters \| Pays-Bas \| Boels Dolmans \| + 0 s \| \| 9e \| Emilia Fahlin \| Suède \| Wiggle High5 \| + 0 s \| \| 10e \| Claudia Koster \| Pays-Bas \| Virtu Cycling Women \| + 0 s \| |                   |          |                                    |                 |
| |                   |          |                                    |                 |
| Source : ProCyclingStats |                   |          |                                    |                 |
| Classement de l'étape |                   |          |                                    |                 |
| Coureuse | Coureuse          | Pays     | Équipe                             | Temps           |
| 1re | Jolien D'Hoore    | Belgique | Mitchelton-Scott                   | 2 h 42 min 25 s |
| 2e | Marta Bastianelli | Italie   | Alé Cipollini                      | + 0 s           |
| 3e | Lotta Lepistö     | Finlande | Cervélo Bigla                      | + 0 s           |
| 4e | Barbara Guarischi | Italie   | Virtu Cycling Women                | + 0 s           |
| 5e | Leah Kirchmann    | Canada   | Sunweb                             | + 0 s           |
| 6e | Roxane Fournier   | France   | FDJ-Nouvelle Aquitaine-Futuroscope | + 0 s           |
| 7e | Kirsten Wild      | Pays-Bas | Wiggle High5                       | + 0 s           |
| 8e | Amy Pieters       | Pays-Bas | Boels Dolmans                      | + 0 s           |
| 9e | Emilia Fahlin     | Suède    | Wiggle High5                       | + 0 s           |
| 10e | Claudia Koster    | Pays-Bas | Virtu Cycling Women                | + 0 s           |

| \| Classement général \| Classement général \| Classement général \| Classement général \| Classement général \| \| Coureuse \| Coureuse \| Pays \| Équipe \| Temps \| \| ------------------ \| -------------------- \| ------------------ \| ------------------ \| ------------------ \| \| 1re \| Leah Kirchmann \| Canada \| Sunweb \| 9 h 38 min 31 s \| \| 2e \| Lucinda Brand \| Pays-Bas \| Sunweb \| + 6 s \| \| 3e \| Ruth Edwards \| États-Unis \| Sunweb \| + 10 s \| \| 4e \| Amanda Spratt \| Australie \| Mitchelton-Scott \| + 11 s \| \| 5e \| Annemiek van Vleuten \| Pays-Bas \| Mitchelton-Scott \| + 11 s \| \| 6e \| Gracie Elvin \| Australie \| Mitchelton-Scott \| + 11 s \| \| 7e \| Ellen van Dijk \| Pays-Bas \| Sunweb \| + 17 s \| \| 8e \| Amy Pieters \| Pays-Bas \| Boels Dolmans \| + 18 s \| \| 9e \| Lotta Lepistö \| Finlande \| Cervélo Bigla \| + 24 s \| \| 10e \| Kirsten Wild \| Pays-Bas \| Wiggle High5 \| + 26 s \| |                      |            |                  |                 |
| |                      |            |                  |                 |
| Source : ProCyclingStats |                      |            |                  |                 |
| Classement général |                      |            |                  |                 |
| Coureuse | Coureuse             | Pays       | Équipe           | Temps           |
| 1re | Leah Kirchmann       | Canada     | Sunweb           | 9 h 38 min 31 s |
| 2e | Lucinda Brand        | Pays-Bas   | Sunweb           | + 6 s           |
| 3e | Ruth Edwards         | États-Unis | Sunweb           | + 10 s          |
| 4e | Amanda Spratt        | Australie  | Mitchelton-Scott | + 11 s          |
| 5e | Annemiek van Vleuten | Pays-Bas   | Mitchelton-Scott | + 11 s          |
| 6e | Gracie Elvin         | Australie  | Mitchelton-Scott | + 11 s          |
| 7e | Ellen van Dijk       | Pays-Bas   | Sunweb           | + 17 s          |
| 8e | Amy Pieters          | Pays-Bas   | Boels Dolmans    | + 18 s          |
| 9e | Lotta Lepistö        | Finlande   | Cervélo Bigla    | + 24 s          |
| 10e | Kirsten Wild         | Pays-Bas   | Wiggle High5     | + 26 s          |

### 5eétape
Une échappée de douze coureuses se forme en début d'étape. Elle est composée de : Lucinda Brand, Eugénie Duval, Emilia Fahlin, Christine Majerus, Clara Koppenburg, Danielle Rowe, Sarah Roy, Elena Cecchini, Barbara Guarischi, Silvia Persico, Maria Giulia Confalonieri et Chiara Consonni. L'avance atteint une minute au kilomètre quarante-quatre. Le groupe est repris au kilomètre soixante-et-onze. Dans la difficulté de la journée, Katarzyna Niewiadoma passe en tête devant Elisa Longo Borghini et Amanda Spratt. Sur le faux-plat qui suit, Ruth Winder, Tayler Wiles et Alice Maria Arzuffi accélèrent. Derrière, Longo Borghini, Niewiadoma et Spratt partent en poursuite. Ces dernières sont reprises aux dix kilomètres. L'autre groupe se dispute la victoire. Alice Maria Arzuffi place une attaque, mais est reprise. Au sprint, Ruth Winder s'impose largement. Elle endosse le maillot rose,.
| \| Classement de l'étape \| Classement de l'étape \| Classement de l'étape \| Classement de l'étape \| Classement de l'étape \| \| Coureuse \| Coureuse \| Pays \| Équipe \| Temps \| \| --------------------- \| ------------------------- \| --------------------- \| ----------------------- \| --------------------- \| \| 1re \| Ruth Edwards \| États-Unis \| Sunweb \| 3 h 01 min 06 s \| \| 2e \| Tayler Wiles \| États-Unis \| Trek-Drops \| + 1 s \| \| 3e \| Alice Maria Arzuffi \| Italie \| Bizkaia-Durango \| + 1 s \| \| 4e \| Marianne Vos \| Pays-Bas \| WaowDeals \| + 1 min 17 s \| \| 5e \| Megan Guarnier \| États-Unis \| Boels Dolmans \| + 1 min 17 s \| \| 6e \| Elisa Longo Borghini \| Italie \| Wiggle High5 \| + 1 min 17 s \| \| 7e \| Maria Giulia Confalonieri \| Italie \| Valcar PBM \| + 1 min 17 s \| \| 8e \| Amanda Spratt \| Australie \| Mitchelton-Scott \| + 1 min 17 s \| \| 9e \| Soraya Paladin \| Italie \| Alé Cipollini \| + 1 min 17 s \| \| 10e \| Nadia Quagliotto \| Italie \| Top Girls Fassa Bortolo \| + 1 min 17 s \| |                           |            |                         |                 |
| |                           |            |                         |                 |
| Source : ProCyclingStats |                           |            |                         |                 |
| Classement de l'étape |                           |            |                         |                 |
| Coureuse | Coureuse                  | Pays       | Équipe                  | Temps           |
| 1re | Ruth Edwards              | États-Unis | Sunweb                  | 3 h 01 min 06 s |
| 2e | Tayler Wiles              | États-Unis | Trek-Drops              | + 1 s           |
| 3e | Alice Maria Arzuffi       | Italie     | Bizkaia-Durango         | + 1 s           |
| 4e | Marianne Vos              | Pays-Bas   | WaowDeals               | + 1 min 17 s    |
| 5e | Megan Guarnier            | États-Unis | Boels Dolmans           | + 1 min 17 s    |
| 6e | Elisa Longo Borghini      | Italie     | Wiggle High5            | + 1 min 17 s    |
| 7e | Maria Giulia Confalonieri | Italie     | Valcar PBM              | + 1 min 17 s    |
| 8e | Amanda Spratt             | Australie  | Mitchelton-Scott        | + 1 min 17 s    |
| 9e | Soraya Paladin            | Italie     | Alé Cipollini           | + 1 min 17 s    |
| 10e | Nadia Quagliotto          | Italie     | Top Girls Fassa Bortolo | + 1 min 17 s    |

| \| Classement général \| Classement général \| Classement général \| Classement général \| Classement général \| \| Coureuse \| Coureuse \| Pays \| Équipe \| Temps \| \| ------------------ \| --------------------- \| ------------------ \| ------------------ \| ------------------ \| \| 1re \| Ruth Edwards \| États-Unis \| Sunweb \| 12 h 39 min 36 s \| \| 2e \| Leah Kirchmann \| Canada \| Sunweb \| + 1 min 18 s \| \| 3e \| Lucinda Brand \| Pays-Bas \| Sunweb \| + 1 min 24 s \| \| 4e \| Amanda Spratt \| Australie \| Mitchelton-Scott \| + 1 min 29 s \| \| 5e \| Annemiek van Vleuten \| Pays-Bas \| Mitchelton-Scott \| + 1 min 29 s \| \| 6e \| Ellen van Dijk \| Pays-Bas \| Sunweb \| + 1 min 35 s \| \| 7e \| Lotta Lepistö \| Finlande \| Cervélo Bigla \| + 1 min 42 s \| \| 8e \| Cecilie Uttrup Ludwig \| Danemark \| Cervélo Bigla \| + 1 min 50 s \| \| 9e \| Ashleigh Moolman \| Afrique du Sud \| Cervélo Bigla \| + 1 min 50 s \| \| 10e \| Katarzyna Niewiadoma \| Pologne \| Canyon-SRAM Racing \| + 2 min 01 s \| |                       |                |                    |                  |
| |                       |                |                    |                  |
| Source : ProCyclingStats |                       |                |                    |                  |
| Classement général |                       |                |                    |                  |
| Coureuse | Coureuse              | Pays           | Équipe             | Temps            |
| 1re | Ruth Edwards          | États-Unis     | Sunweb             | 12 h 39 min 36 s |
| 2e | Leah Kirchmann        | Canada         | Sunweb             | + 1 min 18 s     |
| 3e | Lucinda Brand         | Pays-Bas       | Sunweb             | + 1 min 24 s     |
| 4e | Amanda Spratt         | Australie      | Mitchelton-Scott   | + 1 min 29 s     |
| 5e | Annemiek van Vleuten  | Pays-Bas       | Mitchelton-Scott   | + 1 min 29 s     |
| 6e | Ellen van Dijk        | Pays-Bas       | Sunweb             | + 1 min 35 s     |
| 7e | Lotta Lepistö         | Finlande       | Cervélo Bigla      | + 1 min 42 s     |
| 8e | Cecilie Uttrup Ludwig | Danemark       | Cervélo Bigla      | + 1 min 50 s     |
| 9e | Ashleigh Moolman      | Afrique du Sud | Cervélo Bigla      | + 1 min 50 s     |
| 10e | Katarzyna Niewiadoma  | Pologne        | Canyon-SRAM Racing | + 2 min 01 s     |

### 6eétape
La course débute véritablement au pied de la montée finale. Le rythme est imprimé par les formations Mitchelton-Scott et Canyon-SRAM. À huit kilomètres de l'arrivée, le groupe de tête n'a plus que quinze unités. Ruth Winder est distancée. Amanda Spratt attaque à quatre kilomètres de la ligne. Derrière, Annemiek van Vleuten marque les autres grimpeuses. L'Australienne s'impose devant la Néerlandaise et s'empare du maillot rose. Elisa Longo Borghini est victime d'une crevaison au pied de l'ultime ascension et connait une journée sans. Elle perd trois minutes sur la tête de course,.
| \| Classement de l'étape \| Classement de l'étape \| Classement de l'étape \| Classement de l'étape \| Classement de l'étape \| \| Coureuse \| Coureuse \| Pays \| Équipe \| Temps \| \| --------------------- \| --------------------- \| --------------------- \| --------------------- \| --------------------- \| \| 1re \| Amanda Spratt \| Australie \| Mitchelton-Scott \| 2 h 57 min 49 s \| \| 2e \| Annemiek van Vleuten \| Pays-Bas \| Mitchelton-Scott \| + 29 s \| \| 3e \| Ashleigh Moolman \| Afrique du Sud \| Cervélo Bigla \| + 31 s \| \| 4e \| Megan Guarnier \| États-Unis \| Boels Dolmans \| + 32 s \| \| 5e \| Ane Santesteban \| Espagne \| Alé Cipollini \| + 32 s \| \| 6e \| Mavi García \| Espagne \| Movistar Team \| + 32 s \| \| 7e \| Katarzyna Niewiadoma \| Pologne \| Canyon-SRAM Racing \| + 34 s \| \| 8e \| Sabrina Stultiens \| Pays-Bas \| WaowDeals \| + 35 s \| \| 9e \| Lucinda Brand \| Pays-Bas \| Sunweb \| + 35 s \| \| 10e \| Cecilie Uttrup Ludwig \| Danemark \| Cervélo Bigla \| + 35 s \| |                       |                |                    |                 |
| |                       |                |                    |                 |
| Source : ProCyclingStats |                       |                |                    |                 |
| Classement de l'étape |                       |                |                    |                 |
| Coureuse | Coureuse              | Pays           | Équipe             | Temps           |
| 1re | Amanda Spratt         | Australie      | Mitchelton-Scott   | 2 h 57 min 49 s |
| 2e | Annemiek van Vleuten  | Pays-Bas       | Mitchelton-Scott   | + 29 s          |
| 3e | Ashleigh Moolman      | Afrique du Sud | Cervélo Bigla      | + 31 s          |
| 4e | Megan Guarnier        | États-Unis     | Boels Dolmans      | + 32 s          |
| 5e | Ane Santesteban       | Espagne        | Alé Cipollini      | + 32 s          |
| 6e | Mavi García           | Espagne        | Movistar Team      | + 32 s          |
| 7e | Katarzyna Niewiadoma  | Pologne        | Canyon-SRAM Racing | + 34 s          |
| 8e | Sabrina Stultiens     | Pays-Bas       | WaowDeals          | + 35 s          |
| 9e | Lucinda Brand         | Pays-Bas       | Sunweb             | + 35 s          |
| 10e | Cecilie Uttrup Ludwig | Danemark       | Cervélo Bigla      | + 35 s          |

| \| Classement général \| Classement général \| Classement général \| Classement général \| Classement général \| \| Coureuse \| Coureuse \| Pays \| Équipe \| Temps \| \| ------------------ \| --------------------- \| ------------------ \| ------------------ \| ------------------ \| \| 1re \| Amanda Spratt \| Australie \| Mitchelton-Scott \| 15 h 38 min 44 s \| \| 2e \| Ruth Edwards \| États-Unis \| Sunweb \| + 30 s \| \| 3e \| Annemiek van Vleuten \| Pays-Bas \| Mitchelton-Scott \| + 33 s \| \| 4e \| Lucinda Brand \| Pays-Bas \| Sunweb \| + 40 s \| \| 5e \| Ashleigh Moolman \| Afrique du Sud \| Cervélo Bigla \| + 58 s \| \| 6e \| Cecilie Uttrup Ludwig \| Danemark \| Cervélo Bigla \| + 1 min 06 s \| \| 7e \| Katarzyna Niewiadoma \| Pologne \| Canyon-SRAM Racing \| + 1 min 16 s \| \| 8e \| Megan Guarnier \| États-Unis \| Boels Dolmans \| + 1 min 49 s \| \| 9e \| Leah Kirchmann \| Canada \| Sunweb \| + 2 min 08 s \| \| 10e \| Sabrina Stultiens \| Pays-Bas \| WaowDeals \| + 2 min 31 s \| |                       |                |                    |                  |
| |                       |                |                    |                  |
| Source : ProCyclingStats |                       |                |                    |                  |
| Classement général |                       |                |                    |                  |
| Coureuse | Coureuse              | Pays           | Équipe             | Temps            |
| 1re | Amanda Spratt         | Australie      | Mitchelton-Scott   | 15 h 38 min 44 s |
| 2e | Ruth Edwards          | États-Unis     | Sunweb             | + 30 s           |
| 3e | Annemiek van Vleuten  | Pays-Bas       | Mitchelton-Scott   | + 33 s           |
| 4e | Lucinda Brand         | Pays-Bas       | Sunweb             | + 40 s           |
| 5e | Ashleigh Moolman      | Afrique du Sud | Cervélo Bigla      | + 58 s           |
| 6e | Cecilie Uttrup Ludwig | Danemark       | Cervélo Bigla      | + 1 min 06 s     |
| 7e | Katarzyna Niewiadoma  | Pologne        | Canyon-SRAM Racing | + 1 min 16 s     |
| 8e | Megan Guarnier        | États-Unis     | Boels Dolmans      | + 1 min 49 s     |
| 9e | Leah Kirchmann        | Canada         | Sunweb             | + 2 min 08 s     |
| 10e | Sabrina Stultiens     | Pays-Bas       | WaowDeals          | + 2 min 31 s     |

### 7eétape
Annemiek van Vleuten remporte très largement le contre-la-montre devant Ashleigh Moolman. Elle prend la tête du classement général par la même occasion,.
| \| Classement de l'étape \| Classement de l'étape \| Classement de l'étape \| Classement de l'étape \| Classement de l'étape \| \| Coureuse \| Coureuse \| Pays \| Équipe \| Temps \| \| --------------------- \| --------------------- \| --------------------- \| --------------------- \| --------------------- \| \| 1re \| Annemiek van Vleuten \| Pays-Bas \| Mitchelton-Scott \| 46 min 07 s \| \| 2e \| Ashleigh Moolman \| Afrique du Sud \| Cervélo Bigla \| + 2 min 28 s \| \| 3e \| Lucinda Brand \| Pays-Bas \| Sunweb \| + 2 min 54 s \| \| 4e \| Megan Guarnier \| États-Unis \| Boels Dolmans \| + 3 min 16 s \| \| 5e \| Amanda Spratt \| Australie \| Mitchelton-Scott \| + 3 min 26 s \| \| 6e \| Elisa Longo Borghini \| Italie \| Wiggle High5 \| + 3 min 27 s \| \| 7e \| Katarzyna Niewiadoma \| Pologne \| Canyon-SRAM Racing \| + 3 min 37 s \| \| 8e \| Cecilie Uttrup Ludwig \| Danemark \| Cervélo Bigla \| + 4 min 05 s \| \| 9e \| Alice Maria Arzuffi \| Italie \| Bizkaia-Durango \| + 4 min 17 s \| \| 10e \| Tayler Wiles \| États-Unis \| Trek-Drops \| + 4 min 29 s \| |                       |                |                    |              |
| |                       |                |                    |              |
| Source : ProCyclingStats |                       |                |                    |              |
| Classement de l'étape |                       |                |                    |              |
| Coureuse | Coureuse              | Pays           | Équipe             | Temps        |
| 1re | Annemiek van Vleuten  | Pays-Bas       | Mitchelton-Scott   | 46 min 07 s  |
| 2e | Ashleigh Moolman      | Afrique du Sud | Cervélo Bigla      | + 2 min 28 s |
| 3e | Lucinda Brand         | Pays-Bas       | Sunweb             | + 2 min 54 s |
| 4e | Megan Guarnier        | États-Unis     | Boels Dolmans      | + 3 min 16 s |
| 5e | Amanda Spratt         | Australie      | Mitchelton-Scott   | + 3 min 26 s |
| 6e | Elisa Longo Borghini  | Italie         | Wiggle High5       | + 3 min 27 s |
| 7e | Katarzyna Niewiadoma  | Pologne        | Canyon-SRAM Racing | + 3 min 37 s |
| 8e | Cecilie Uttrup Ludwig | Danemark       | Cervélo Bigla      | + 4 min 05 s |
| 9e | Alice Maria Arzuffi   | Italie         | Bizkaia-Durango    | + 4 min 17 s |
| 10e | Tayler Wiles          | États-Unis     | Trek-Drops         | + 4 min 29 s |

| \| Classement général \| Classement général \| Classement général \| Classement général \| Classement général \| \| Coureuse \| Coureuse \| Pays \| Équipe \| Temps \| \| ------------------ \| --------------------- \| ------------------ \| ------------------ \| ------------------ \| \| 1re \| Annemiek van Vleuten \| Pays-Bas \| Mitchelton-Scott \| 16 h 25 min 23 s \| \| 2e \| Amanda Spratt \| Australie \| Mitchelton-Scott \| + 2 min 53 s \| \| 3e \| Ashleigh Moolman \| Afrique du Sud \| Cervélo Bigla \| + 2 min 54 s \| \| 4e \| Lucinda Brand \| Pays-Bas \| Sunweb \| + 3 min 01 s \| \| 5e \| Katarzyna Niewiadoma \| Pologne \| Canyon-SRAM Racing \| + 4 min 21 s \| \| 6e \| Megan Guarnier \| États-Unis \| Boels Dolmans \| + 4 min 33 s \| \| 7e \| Cecilie Uttrup Ludwig \| Danemark \| Cervélo Bigla \| + 4 min 39 s \| \| 8e \| Ruth Edwards \| États-Unis \| Sunweb \| + 5 min 52 s \| \| 9e \| Elisa Longo Borghini \| Italie \| Wiggle High5 \| + 6 min 34 s \| \| 10e \| Sabrina Stultiens \| Pays-Bas \| WaowDeals \| + 6 min 36 s \| |                       |                |                    |                  |
| |                       |                |                    |                  |
| Source : ProCyclingStats |                       |                |                    |                  |
| Classement général |                       |                |                    |                  |
| Coureuse | Coureuse              | Pays           | Équipe             | Temps            |
| 1re | Annemiek van Vleuten  | Pays-Bas       | Mitchelton-Scott   | 16 h 25 min 23 s |
| 2e | Amanda Spratt         | Australie      | Mitchelton-Scott   | + 2 min 53 s     |
| 3e | Ashleigh Moolman      | Afrique du Sud | Cervélo Bigla      | + 2 min 54 s     |
| 4e | Lucinda Brand         | Pays-Bas       | Sunweb             | + 3 min 01 s     |
| 5e | Katarzyna Niewiadoma  | Pologne        | Canyon-SRAM Racing | + 4 min 21 s     |
| 6e | Megan Guarnier        | États-Unis     | Boels Dolmans      | + 4 min 33 s     |
| 7e | Cecilie Uttrup Ludwig | Danemark       | Cervélo Bigla      | + 4 min 39 s     |
| 8e | Ruth Edwards          | États-Unis     | Sunweb             | + 5 min 52 s     |
| 9e | Elisa Longo Borghini  | Italie         | Wiggle High5       | + 6 min 34 s     |
| 10e | Sabrina Stultiens     | Pays-Bas       | WaowDeals          | + 6 min 36 s     |

### 8eétape
Le premier sprint intermédiaire est remporté par Lucinda Brand. Lors du grand prix de la montagne, c'est Elisa Longo Borghini qui s'impose. Peu après, les Polonaises Malgorzata Jasinska et Anna Plichta attaque. Un groupe de neuf se forme, mais le peloton ne laisse pas l'écart se creuser, Elisa Longo Borghini étant présente à l'avant. Audrey Cordon et Aude Biannic tentent également leur chance sans plus de succès. Lors du deuxième sprint intermédiaire, Ashleigh Moolman passe la première la ligne. Dans la dernière côte, placée à neuf kilomètres de l'arrivée, Elisa Longo Borghini accélère. Dans la descente, elle est rejointe par les descendeuses Marianne Vos et Lucinda Brand. Elles se disputent la victoire au sprint et Marianne Vos s'impose. Lucinda Brand devient deuxième du classement général,.
| \| Classement de l'étape \| Classement de l'étape \| Classement de l'étape \| Classement de l'étape \| Classement de l'étape \| \| Coureuse \| Coureuse \| Pays \| Équipe \| Temps \| \| --------------------- \| ------------------------- \| --------------------- \| ----------------------- \| --------------------- \| \| 1re \| Marianne Vos \| Pays-Bas \| WaowDeals \| 3 h 06 min 38 s \| \| 2e \| Elisa Longo Borghini \| Italie \| Wiggle High5 \| + 0 s \| \| 3e \| Lucinda Brand \| Pays-Bas \| Sunweb \| + 0 s \| \| 4e \| Giorgia Bronzini \| Italie \| Cylance \| + 23 s \| \| 5e \| Soraya Paladin \| Italie \| Alé Cipollini \| + 23 s \| \| 6e \| Maria Giulia Confalonieri \| Italie \| Valcar PBM \| + 23 s \| \| 7e \| Sofia Bertizzolo \| Italie \| Astana Women's Team \| + 23 s \| \| 8e \| Elena Cecchini \| Italie \| Canyon-SRAM Racing \| + 23 s \| \| 9e \| Nadia Quagliotto \| Italie \| Top Girls Fassa Bortolo \| + 23 s \| \| 10e \| Eugenia Bujak \| Slovénie \| BTC City Ljubljana \| + 23 s \| |                           |          |                         |                 |
| |                           |          |                         |                 |
| Source : ProCyclingStats |                           |          |                         |                 |
| Classement de l'étape |                           |          |                         |                 |
| Coureuse | Coureuse                  | Pays     | Équipe                  | Temps           |
| 1re | Marianne Vos              | Pays-Bas | WaowDeals               | 3 h 06 min 38 s |
| 2e | Elisa Longo Borghini      | Italie   | Wiggle High5            | + 0 s           |
| 3e | Lucinda Brand             | Pays-Bas | Sunweb                  | + 0 s           |
| 4e | Giorgia Bronzini          | Italie   | Cylance                 | + 23 s          |
| 5e | Soraya Paladin            | Italie   | Alé Cipollini           | + 23 s          |
| 6e | Maria Giulia Confalonieri | Italie   | Valcar PBM              | + 23 s          |
| 7e | Sofia Bertizzolo          | Italie   | Astana Women's Team     | + 23 s          |
| 8e | Elena Cecchini            | Italie   | Canyon-SRAM Racing      | + 23 s          |
| 9e | Nadia Quagliotto          | Italie   | Top Girls Fassa Bortolo | + 23 s          |
| 10e | Eugenia Bujak             | Slovénie | BTC City Ljubljana      | + 23 s          |

| \| Classement général \| Classement général \| Classement général \| Classement général \| Classement général \| \| Coureuse \| Coureuse \| Pays \| Équipe \| Temps \| \| ------------------ \| --------------------- \| ------------------ \| ------------------ \| ------------------ \| \| 1re \| Annemiek van Vleuten \| Pays-Bas \| Mitchelton-Scott \| 19 h 32 min 24 s \| \| 2e \| Lucinda Brand \| Pays-Bas \| Sunweb \| + 2 min 29 s \| \| 3e \| Ashleigh Moolman \| Afrique du Sud \| Cervélo Bigla \| + 2 min 51 s \| \| 4e \| Amanda Spratt \| Australie \| Mitchelton-Scott \| + 2 min 53 s \| \| 5e \| Katarzyna Niewiadoma \| Pologne \| Canyon-SRAM Racing \| + 4 min 21 s \| \| 6e \| Megan Guarnier \| États-Unis \| Boels Dolmans \| + 4 min 33 s \| \| 7e \| Cecilie Uttrup Ludwig \| Danemark \| Cervélo Bigla \| + 4 min 59 s \| \| 8e \| Ruth Edwards \| États-Unis \| Sunweb \| + 5 min 52 s \| \| 9e \| Elisa Longo Borghini \| Italie \| Wiggle High5 \| + 6 min 05 s \| \| 10e \| Sabrina Stultiens \| Pays-Bas \| WaowDeals \| + 6 min 36 s \| |                       |                |                    |                  |
| |                       |                |                    |                  |
| Source : ProCyclingStats |                       |                |                    |                  |
| Classement général |                       |                |                    |                  |
| Coureuse | Coureuse              | Pays           | Équipe             | Temps            |
| 1re | Annemiek van Vleuten  | Pays-Bas       | Mitchelton-Scott   | 19 h 32 min 24 s |
| 2e | Lucinda Brand         | Pays-Bas       | Sunweb             | + 2 min 29 s     |
| 3e | Ashleigh Moolman      | Afrique du Sud | Cervélo Bigla      | + 2 min 51 s     |
| 4e | Amanda Spratt         | Australie      | Mitchelton-Scott   | + 2 min 53 s     |
| 5e | Katarzyna Niewiadoma  | Pologne        | Canyon-SRAM Racing | + 4 min 21 s     |
| 6e | Megan Guarnier        | États-Unis     | Boels Dolmans      | + 4 min 33 s     |
| 7e | Cecilie Uttrup Ludwig | Danemark       | Cervélo Bigla      | + 4 min 59 s     |
| 8e | Ruth Edwards          | États-Unis     | Sunweb             | + 5 min 52 s     |
| 9e | Elisa Longo Borghini  | Italie         | Wiggle High5       | + 6 min 05 s     |
| 10e | Sabrina Stultiens     | Pays-Bas       | WaowDeals          | + 6 min 36 s     |

### 9eétape
L'échappée matinale est composée de : Silvia Valsecchi, Sara Penton et Olena  Pavlukhina. Leur avance atteint deux minutes au Colle Interneppo Sella, au kilomètre soixante-et-un. Le peloton reprend l'échappée au pied du Zoncolan. Ashleigh Moolman attaque au bout de quatre kilomètres d'ascension. Elle est suivie par Annemiek van Vleuten mais continue à imprimer un rythme élevé. À trois kilomètres de l'arrivée, Annemiek van Vleuten attaque à son tour et va s'imposer seule. Derrière Ashleigh Moolman prend la deuxième place garantissant la même place au classement général. Amanda Spratt arrive ensuite, et de la même manière, prend la troisième place au classement général. Lucinda Brand est sixième. Ashleigh Moolman explique après l'arrivée qu'elle aurait pu choisir une stratégie plus attentiste afin de gagner l'étape, mais qu'elle a donné la priorité au classement général,.
| \| Classement de l'étape \| Classement de l'étape \| Classement de l'étape \| Classement de l'étape \| Classement de l'étape \| \| Coureuse \| Coureuse \| Pays \| Équipe \| Temps \| \| --------------------- \| --------------------- \| --------------------- \| --------------------- \| --------------------- \| \| 1re \| Annemiek van Vleuten \| Pays-Bas \| Mitchelton-Scott \| 3 h 17 min 54 s \| \| 2e \| Ashleigh Moolman \| Afrique du Sud \| Cervélo Bigla \| + 40 s \| \| 3e \| Amanda Spratt \| Australie \| Mitchelton-Scott \| + 2 min 54 s \| \| 4e \| Eider Merino \| Espagne \| Movistar Team \| + 2 min 59 s \| \| 5e \| Megan Guarnier \| États-Unis \| Boels Dolmans \| + 4 min 00 s \| \| 6e \| Lucinda Brand \| Pays-Bas \| Sunweb \| + 4 min 06 s \| \| 7e \| Ane Santesteban \| Espagne \| Alé Cipollini \| + 4 min 39 s \| \| 8e \| Cecilie Uttrup Ludwig \| Danemark \| Cervélo Bigla \| + 4 min 52 s \| \| 9e \| Mavi García \| Espagne \| Movistar Team \| + 5 min 16 s \| \| 10e \| Katrine Aalerud \| Norvège \| Virtu Cycling Women \| + 5 min 28 s \| |                       |                |                     |                 |
| |                       |                |                     |                 |
| Source : ProCyclingStats |                       |                |                     |                 |
| Classement de l'étape |                       |                |                     |                 |
| Coureuse | Coureuse              | Pays           | Équipe              | Temps           |
| 1re | Annemiek van Vleuten  | Pays-Bas       | Mitchelton-Scott    | 3 h 17 min 54 s |
| 2e | Ashleigh Moolman      | Afrique du Sud | Cervélo Bigla       | + 40 s          |
| 3e | Amanda Spratt         | Australie      | Mitchelton-Scott    | + 2 min 54 s    |
| 4e | Eider Merino          | Espagne        | Movistar Team       | + 2 min 59 s    |
| 5e | Megan Guarnier        | États-Unis     | Boels Dolmans       | + 4 min 00 s    |
| 6e | Lucinda Brand         | Pays-Bas       | Sunweb              | + 4 min 06 s    |
| 7e | Ane Santesteban       | Espagne        | Alé Cipollini       | + 4 min 39 s    |
| 8e | Cecilie Uttrup Ludwig | Danemark       | Cervélo Bigla       | + 4 min 52 s    |
| 9e | Mavi García           | Espagne        | Movistar Team       | + 5 min 16 s    |
| 10e | Katrine Aalerud       | Norvège        | Virtu Cycling Women | + 5 min 28 s    |

| \| Classement général \| Classement général \| Classement général \| Classement général \| Classement général \| \| Coureuse \| Coureuse \| Pays \| Équipe \| Temps \| \| ------------------ \| --------------------- \| ------------------ \| ------------------ \| ------------------ \| \| 1re \| Annemiek van Vleuten \| Pays-Bas \| Mitchelton-Scott \| 22 h 50 min 08 s \| \| 2e \| Ashleigh Moolman \| Afrique du Sud \| Cervélo Bigla \| + 3 min 35 s \| \| 3e \| Amanda Spratt \| Australie \| Mitchelton-Scott \| + 5 min 53 s \| \| 4e \| Lucinda Brand \| Pays-Bas \| Sunweb \| + 7 min 05 s \| \| 5e \| Megan Guarnier \| États-Unis \| Boels Dolmans \| + 8 min 43 s \| \| 6e \| Cecilie Uttrup Ludwig \| Danemark \| Cervélo Bigla \| + 10 min 01 s \| \| 7e \| Katarzyna Niewiadoma \| Pologne \| Canyon-SRAM Racing \| + 10 min 13 s \| \| 8e \| Eider Merino \| Espagne \| Movistar Team \| + 11 min 12 s \| \| 9e \| Elisa Longo Borghini \| Italie \| Wiggle High5 \| + 12 min 14 s \| \| 10e \| Ane Santesteban \| Espagne \| Alé Cipollini \| + 12 min 35 s \| |                       |                |                    |                  |
| |                       |                |                    |                  |
| Source : ProCyclingStats |                       |                |                    |                  |
| Classement général |                       |                |                    |                  |
| Coureuse | Coureuse              | Pays           | Équipe             | Temps            |
| 1re | Annemiek van Vleuten  | Pays-Bas       | Mitchelton-Scott   | 22 h 50 min 08 s |
| 2e | Ashleigh Moolman      | Afrique du Sud | Cervélo Bigla      | + 3 min 35 s     |
| 3e | Amanda Spratt         | Australie      | Mitchelton-Scott   | + 5 min 53 s     |
| 4e | Lucinda Brand         | Pays-Bas       | Sunweb             | + 7 min 05 s     |
| 5e | Megan Guarnier        | États-Unis     | Boels Dolmans      | + 8 min 43 s     |
| 6e | Cecilie Uttrup Ludwig | Danemark       | Cervélo Bigla      | + 10 min 01 s    |
| 7e | Katarzyna Niewiadoma  | Pologne        | Canyon-SRAM Racing | + 10 min 13 s    |
| 8e | Eider Merino          | Espagne        | Movistar Team      | + 11 min 12 s    |
| 9e | Elisa Longo Borghini  | Italie         | Wiggle High5       | + 12 min 14 s    |
| 10e | Ane Santesteban       | Espagne        | Alé Cipollini      | + 12 min 35 s    |

### 10eétape
Un groupe d'échappée de treize coureuses se forme en début d'étape. Il est constitué de : Chantal Blaak, Juliette Labous, Eva Buurman, Elena Cecchini, Danielle Christmas, Sheyla Gutierrez, Chloe Hosking, Malgorzata Jasinska, Anna Ceolini, Carmela Ciprini, Alice Gasparini, Jeanne Korevaar et Katia Ragusa. Cecilie Uttrup Ludwig et Lotta Lepistö tentent tour à tour d'opérer la jonction, mais ne rencontrent pas le succès. Katia Ragusa remporte le sprint intermédiaire. L'écart atteint peu après les trois minutes. Lisa de Ranieri part en poursuite, mais ne rentre pas sur l'échappée. À trente kilomètres de l'arrivée, Ellen van Dijk sort à son tour du peloton. Elle est reprise à dix-huit kilomètres de la ligne. L'écart est alors d'une minute quarante avec l'échappée. Elle est presque reprise au pied de la difficulté du jour. Juliette Labous et Malgorzata Jasinska restent en tête avant d'être reprises par le groupe des favorites à mi-montée. Dans le dernier kilomètre de l'ascension, Annemiek van Vleuten passe à l'offensive et obtient immédiatement l'avantage. Elle s'impose seule. Derrière, Lucinda Brand règle le groupe des poursuivantes devant Katarzyna Niewiadoma,.
| \| Classement de l'étape \| Classement de l'étape \| Classement de l'étape \| Classement de l'étape \| Classement de l'étape \| \| Coureuse \| Coureuse \| Pays \| Équipe \| Temps \| \| --------------------- \| --------------------- \| --------------------- \| --------------------- \| --------------------- \| \| 1re \| Annemiek van Vleuten \| Pays-Bas \| Mitchelton-Scott \| 3 h 00 min 24 s \| \| 2e \| Lucinda Brand \| Pays-Bas \| Sunweb \| + 27 s \| \| 3e \| Katarzyna Niewiadoma \| Pologne \| Canyon-SRAM Racing \| + 27 s \| \| 4e \| Megan Guarnier \| États-Unis \| Boels Dolmans \| + 27 s \| \| 5e \| Mavi García \| Espagne \| Movistar Team \| + 27 s \| \| 6e \| Amanda Spratt \| Australie \| Mitchelton-Scott \| + 27 s \| \| 7e \| Ashleigh Moolman \| Afrique du Sud \| Cervélo Bigla \| + 27 s \| \| 8e \| Cecilie Uttrup Ludwig \| Danemark \| Cervélo Bigla \| + 27 s \| \| 9e \| Ane Santesteban \| Espagne \| Alé Cipollini \| + 27 s \| \| 10e \| Juliette Labous \| France \| Sunweb \| + 1 min 14 s \| |                       |                |                    |                 |
| |                       |                |                    |                 |
| Source : ProCyclingStats |                       |                |                    |                 |
| Classement de l'étape |                       |                |                    |                 |
| Coureuse | Coureuse              | Pays           | Équipe             | Temps           |
| 1re | Annemiek van Vleuten  | Pays-Bas       | Mitchelton-Scott   | 3 h 00 min 24 s |
| 2e | Lucinda Brand         | Pays-Bas       | Sunweb             | + 27 s          |
| 3e | Katarzyna Niewiadoma  | Pologne        | Canyon-SRAM Racing | + 27 s          |
| 4e | Megan Guarnier        | États-Unis     | Boels Dolmans      | + 27 s          |
| 5e | Mavi García           | Espagne        | Movistar Team      | + 27 s          |
| 6e | Amanda Spratt         | Australie      | Mitchelton-Scott   | + 27 s          |
| 7e | Ashleigh Moolman      | Afrique du Sud | Cervélo Bigla      | + 27 s          |
| 8e | Cecilie Uttrup Ludwig | Danemark       | Cervélo Bigla      | + 27 s          |
| 9e | Ane Santesteban       | Espagne        | Alé Cipollini      | + 27 s          |
| 10e | Juliette Labous       | France         | Sunweb             | + 1 min 14 s    |

## Classements finals

### Classement général final
| \| Classement général \| Classement général \| Classement général \| Classement général \| Classement général \| \| Coureuse \| Coureuse \| Pays \| Équipe \| Temps \| \| ------------------ \| --------------------- \| ------------------ \| ------------------ \| ------------------ \| \| 1re \| Annemiek van Vleuten \| Pays-Bas \| Mitchelton-Scott \| 25 h 50 min 22 s \| \| 2e \| Ashleigh Moolman \| Afrique du Sud \| Cervélo Bigla \| + 4 min 12 s \| \| 3e \| Amanda Spratt \| Australie \| Mitchelton-Scott \| + 6 min 30 s \| \| 4e \| Lucinda Brand \| Pays-Bas \| Sunweb \| + 7 min 36 s \| \| 5e \| Megan Guarnier \| États-Unis \| Boels Dolmans \| + 9 min 20 s \| \| 6e \| Cecilie Uttrup Ludwig \| Danemark \| Cervélo Bigla \| + 10 min 38 s \| \| 7e \| Katarzyna Niewiadoma \| Pologne \| Canyon-SRAM Racing \| + 10 min 46 s \| \| 8e \| Eider Merino \| Espagne \| Movistar Team \| + 12 min 37 s \| \| 9e \| Ane Santesteban \| Espagne \| Alé Cipollini \| + 13 min 12 s \| \| 10e \| Elisa Longo Borghini \| Italie \| Wiggle High5 \| + 13 min 47 s \| |                       |                |                    |                  |
| |                       |                |                    |                  |
| Source : ProCyclingStats |                       |                |                    |                  |
| Classement général |                       |                |                    |                  |
| Coureuse | Coureuse              | Pays           | Équipe             | Temps            |
| 1re | Annemiek van Vleuten  | Pays-Bas       | Mitchelton-Scott   | 25 h 50 min 22 s |
| 2e | Ashleigh Moolman      | Afrique du Sud | Cervélo Bigla      | + 4 min 12 s     |
| 3e | Amanda Spratt         | Australie      | Mitchelton-Scott   | + 6 min 30 s     |
| 4e | Lucinda Brand         | Pays-Bas       | Sunweb             | + 7 min 36 s     |
| 5e | Megan Guarnier        | États-Unis     | Boels Dolmans      | + 9 min 20 s     |
| 6e | Cecilie Uttrup Ludwig | Danemark       | Cervélo Bigla      | + 10 min 38 s    |
| 7e | Katarzyna Niewiadoma  | Pologne        | Canyon-SRAM Racing | + 10 min 46 s    |
| 8e | Eider Merino          | Espagne        | Movistar Team      | + 12 min 37 s    |
| 9e | Ane Santesteban       | Espagne        | Alé Cipollini      | + 13 min 12 s    |
| 10e | Elisa Longo Borghini  | Italie         | Wiggle High5       | + 13 min 47 s    |

### UCI World Tour

#### Points attribués
| Position                  | 1er | 2e  | 3e  | 4e  | 5e | 6e | 7e | 8e | 9e | 10e | 11e | 12e | 13e | 14e | 15e | 16e à 30e | 31e à 40e |  |  |  |
| Classement général        | 200 | 150 | 125 | 100 | 85 | 70 | 60 | 50 | 40 | 35  | 30  | 25  | 20  | 15  | 10  | 5         | 3         |  |  |  |
| Étapes et demi-étapes     | 25  | 20  | 18  | 16  | 14 | 12 | 10 | 8  | 6  | 4   |     |     |     |     |     |           |           |  |  |  |
| Port du maillot de leader | 5   |     |     |     |    |    |    |    |    |     |     |     |     |     |     |           |           |  |  |  |

### Classements annexes
| Classement par points | Classement par points | Classement par points | Classement par points | Classement par points |
| Coureuse              | Coureuse              | Pays                  | Équipe                | Points                |
| --------------------- | --------------------- | --------------------- | --------------------- | --------------------- |
| 1re                   | Annemiek van Vleuten  | Pays-Bas              | Mitchelton-Scott      | 57 pts                |
| 2e                    | Amanda Spratt         | Australie             | Mitchelton-Scott      | 41 pts                |
| 3e                    | Lucinda Brand         | Pays-Bas              | Sunweb                | 40 pts                |
| 4e                    | Ashleigh Moolman      | Afrique du Sud        | Cervélo Bigla         | 38 pts                |
| 5e                    | Megan Guarnier        | États-Unis            | Boels Dolmans         | 36 pts                |
| 6e                    | Jolien D'Hoore        | Belgique              | Mitchelton-Scott      | 30 pts                |
| 7e                    | Giorgia Bronzini      | Italie                | Cylance               | 26 pts                |
| 8e                    | Elisa Longo Borghini  | Italie                | Wiggle High5          | 22 pts                |
| 9e                    | Katarzyna Niewiadoma  | Pologne               | Canyon-SRAM Racing    | 18 pts                |
| 10e                   | Ruth Edwards          | États-Unis            | Sunweb                | 15 pts                |

| Classement par points | Classement par points | Classement par points | Classement par points | Classement par points |
| Coureuse              | Coureuse              | Pays                  | Équipe                | Points                |
| --------------------- | --------------------- | --------------------- | --------------------- | --------------------- |
| 1re                   | Annemiek van Vleuten  | Pays-Bas              | Mitchelton-Scott      | 57 pts                |
| 2e                    | Amanda Spratt         | Australie             | Mitchelton-Scott      | 41 pts                |
| 3e                    | Lucinda Brand         | Pays-Bas              | Sunweb                | 40 pts                |
| 4e                    | Ashleigh Moolman      | Afrique du Sud        | Cervélo Bigla         | 38 pts                |
| 5e                    | Megan Guarnier        | États-Unis            | Boels Dolmans         | 36 pts                |
| 6e                    | Jolien D'Hoore        | Belgique              | Mitchelton-Scott      | 30 pts                |
| 7e                    | Giorgia Bronzini      | Italie                | Cylance               | 26 pts                |
| 8e                    | Elisa Longo Borghini  | Italie                | Wiggle High5          | 22 pts                |
| 9e                    | Katarzyna Niewiadoma  | Pologne               | Canyon-SRAM Racing    | 18 pts                |
| 10e                   | Ruth Edwards          | États-Unis            | Sunweb                | 15 pts                |

| Classement de la montagne | Classement de la montagne | Classement de la montagne | Classement de la montagne | Classement de la montagne |
| Coureuse                  | Coureuse                  | Pays                      | Équipe                    | Points                    |
| ------------------------- | ------------------------- | ------------------------- | ------------------------- | ------------------------- |
| 1re                       | Amanda Spratt             | Australie                 | Mitchelton-Scott          | 51 pts                    |
| 2e                        | Annemiek van Vleuten      | Pays-Bas                  | Mitchelton-Scott          | 49 pts                    |
| 3e                        | Ashleigh Moolman          | Afrique du Sud            | Cervélo Bigla             | 43 pts                    |
| 4e                        | Elisa Longo Borghini      | Italie                    | Wiggle High5              | 25 pts                    |
| 5e                        | Megan Guarnier            | États-Unis                | Boels Dolmans             | 18 pts                    |
| 6e                        | Katarzyna Niewiadoma      | Pologne                   | Canyon-SRAM Racing        | 15 pts                    |
| 7e                        | Lucinda Brand             | Pays-Bas                  | Sunweb                    | 14 pts                    |
| 8e                        | Eider Merino              | Espagne                   | Movistar Team             | 10 pts                    |
| 9e                        | Sheyla Gutiérrez          | Espagne                   | Cylance                   | 5 pts                     |
| 10e                       | Silvia Valsecchi          | Italie                    | Bepink                    | 5 pts                     |

| Classement de la montagne | Classement de la montagne | Classement de la montagne | Classement de la montagne | Classement de la montagne |
| Coureuse                  | Coureuse                  | Pays                      | Équipe                    | Points                    |
| ------------------------- | ------------------------- | ------------------------- | ------------------------- | ------------------------- |
| 1re                       | Amanda Spratt             | Australie                 | Mitchelton-Scott          | 51 pts                    |
| 2e                        | Annemiek van Vleuten      | Pays-Bas                  | Mitchelton-Scott          | 49 pts                    |
| 3e                        | Ashleigh Moolman          | Afrique du Sud            | Cervélo Bigla             | 43 pts                    |
| 4e                        | Elisa Longo Borghini      | Italie                    | Wiggle High5              | 25 pts                    |
| 5e                        | Megan Guarnier            | États-Unis                | Boels Dolmans             | 18 pts                    |
| 6e                        | Katarzyna Niewiadoma      | Pologne                   | Canyon-SRAM Racing        | 15 pts                    |
| 7e                        | Lucinda Brand             | Pays-Bas                  | Sunweb                    | 14 pts                    |
| 8e                        | Eider Merino              | Espagne                   | Movistar Team             | 10 pts                    |
| 9e                        | Sheyla Gutiérrez          | Espagne                   | Cylance                   | 5 pts                     |
| 10e                       | Silvia Valsecchi          | Italie                    | Bepink                    | 5 pts                     |

| Classement du meilleur jeune | Classement du meilleur jeune | Classement du meilleur jeune | Classement du meilleur jeune | Classement du meilleur jeune |
| Coureuse                     | Coureuse                     | Pays                         | Équipe                       | Temps                        |
| ---------------------------- | ---------------------------- | ---------------------------- | ---------------------------- | ---------------------------- |
| 1re                          | Sofia Bertizzolo             | Italie                       | Astana Women's Team          | 26 h 14 min 22 s             |
| 2e                           | Nadia Quagliotto             | Italie                       | Top Girls Fassa Bortolo      | + 4 min 15 s                 |
| 3e                           | Juliette Labous              | France                       | Sunweb                       | + 6 min 39 s                 |
| 4e                           | Katia Ragusa                 | Italie                       | Bepink                       | + 18 min 17 s                |
| 5e                           | Carmela Cipriani             | Italie                       | Conceria Zabri-Fanini        | + 20 min 11 s                |
| 6e                           | Cristina Martínez            | Espagne                      | Bizkaia-Durango              | + 24 min 25 s                |
| 7e                           | Abby-Mae Parkinson           | Royaume-Uni                  | Trek-Drops                   | + 25 min 55 s                |
| 8e                           | Jeanne Korevaar              | Pays-Bas                     | WaowDeals                    | + 27 min 23 s                |
| 9e                           | Alice Gasparini              | Italie                       | Eurotarget-Bianchi-Vitasana  | + 29 min 06 s                |
| 10e                          | Urška Žigart                 | Slovénie                     | BTC City Ljubljana           | + 29 min 35 s                |

| Classement du meilleur jeune | Classement du meilleur jeune | Classement du meilleur jeune | Classement du meilleur jeune | Classement du meilleur jeune |
| Coureuse                     | Coureuse                     | Pays                         | Équipe                       | Temps                        |
| ---------------------------- | ---------------------------- | ---------------------------- | ---------------------------- | ---------------------------- |
| 1re                          | Sofia Bertizzolo             | Italie                       | Astana Women's Team          | 26 h 14 min 22 s             |
| 2e                           | Nadia Quagliotto             | Italie                       | Top Girls Fassa Bortolo      | + 4 min 15 s                 |
| 3e                           | Juliette Labous              | France                       | Sunweb                       | + 6 min 39 s                 |
| 4e                           | Katia Ragusa                 | Italie                       | Bepink                       | + 18 min 17 s                |
| 5e                           | Carmela Cipriani             | Italie                       | Conceria Zabri-Fanini        | + 20 min 11 s                |
| 6e                           | Cristina Martínez            | Espagne                      | Bizkaia-Durango              | + 24 min 25 s                |
| 7e                           | Abby-Mae Parkinson           | Royaume-Uni                  | Trek-Drops                   | + 25 min 55 s                |
| 8e                           | Jeanne Korevaar              | Pays-Bas                     | WaowDeals                    | + 27 min 23 s                |
| 9e                           | Alice Gasparini              | Italie                       | Eurotarget-Bianchi-Vitasana  | + 29 min 06 s                |
| 10e                          | Urška Žigart                 | Slovénie                     | BTC City Ljubljana           | + 29 min 35 s                |

| Classement de la meilleure Italienne | Classement de la meilleure Italienne | Classement de la meilleure Italienne | Classement de la meilleure Italienne | Classement de la meilleure Italienne |
|                                      | Coureur                              | Pays                                 | Équipe                               | Temps                                |
| ------------------------------------ | ------------------------------------ | ------------------------------------ | ------------------------------------ | ------------------------------------ |
| 1er                                  | Elisa Longo Borghini                 | Italie                               | Wiggle High5                         | en 26 h 4 min 9 s                    |
| 2e                                   | Erica Magnaldi                       | Italie                               | Bepink                               | + 2 min 21 s                         |
| 3e                                   | Asja Paladin                         | Italie                               | Valcar PBM                           | + 9 min 10 s                         |
| modifier                             |                                      |                                      |                                      |                                      |

| Classement par équipes | Classement par équipes | Classement par équipes | Classement par équipes |
| Équipe                 | Équipe                 | Pays                   | Temps                  |
| ---------------------- | ---------------------- | ---------------------- | ---------------------- |
| 1re                    | Sunweb                 | Pays-Bas               | 77 h 36 min 34 s       |
| 2e                     | Movistar Team          | Espagne                | + 5 min 34 s           |
| 3e                     | Cervélo Bigla          | Danemark               | + 18 min 03 s          |
| 4e                     | Boels Dolmans          | Pays-Bas               | + 26 min 19 s          |
| 5e                     | Trek-Drops             | Royaume-Uni            | + 27 min 33 s          |
| 6e                     | BTC City Ljubljana     | Slovénie               | + 32 min 03 s          |
| 7e                     | WaowDeals              | Pays-Bas               | + 40 min 24 s          |
| 8e                     | Wiggle High5           | Royaume-Uni            | + 40 min 35 s          |
| 9e                     | Mitchelton-Scott       | Australie              | + 43 min 22 s          |
| 10e                    | Bizkaia-Durango        | Espagne                | + 47 min 33 s          |

| Classement par équipes | Classement par équipes | Classement par équipes | Classement par équipes |
| Équipe                 | Équipe                 | Pays                   | Temps                  |
| ---------------------- | ---------------------- | ---------------------- | ---------------------- |
| 1re                    | Sunweb                 | Pays-Bas               | 77 h 36 min 34 s       |
| 2e                     | Movistar Team          | Espagne                | + 5 min 34 s           |
| 3e                     | Cervélo Bigla          | Danemark               | + 18 min 03 s          |
| 4e                     | Boels Dolmans          | Pays-Bas               | + 26 min 19 s          |
| 5e                     | Trek-Drops             | Royaume-Uni            | + 27 min 33 s          |
| 6e                     | BTC City Ljubljana     | Slovénie               | + 32 min 03 s          |
| 7e                     | WaowDeals              | Pays-Bas               | + 40 min 24 s          |
| 8e                     | Wiggle High5           | Royaume-Uni            | + 40 min 35 s          |
| 9e                     | Mitchelton-Scott       | Australie              | + 43 min 22 s          |
| 10e                    | Bizkaia-Durango        | Espagne                | + 47 min 33 s          |

## Évolution des classements
| Étape              | Vainqueur            | Classement général   | Classement par points | Classement de la montagne | Classement de la meilleure jeune | Classement de la meilleure Italienne | Classement par équipes |
| ------------------ | -------------------- | -------------------- | --------------------- | ------------------------- | -------------------------------- | ------------------------------------ | ---------------------- |
| 1                  | Sunweb               | Ellen van Dijk       | non attribué          | non attribué              | Liane Lippert                    | Elena Cecchini                       | Sunweb                 |
| 2                  | Kirsten Wild         | Lucinda Brand        | Kirsten Wild          | Sheyla Gutiérrez          | Juliette Labous                  | Elena Cecchini                       | Sunweb                 |
| 3                  | Jolien D'Hoore       | Leah Kirchmann       | Kirsten Wild          | Sheyla Gutiérrez          | Juliette Labous                  | Elena Cecchini                       | Sunweb                 |
| 4                  | Jolien D'Hoore       | Leah Kirchmann       | Kirsten Wild          | Elisa Longo Borghini      | Juliette Labous                  | Elisa Longo Borghini                 | Sunweb                 |
| 5                  | Ruth Winder          | Ruth Winder          | Kirsten Wild          | Elisa Longo Borghini      | Sofia Bertizzolo                 | Elisa Longo Borghini                 | Sunweb                 |
| 6                  | Amanda Spratt        | Amanda Spratt        | Kirsten Wild          | Amanda Spratt             | Sofia Bertizzolo                 | Elisa Longo Borghini                 | Sunweb                 |
| 7                  | Annemiek van Vleuten | Annemiek van Vleuten | Kirsten Wild          | Amanda Spratt             | Sofia Bertizzolo                 | Elisa Longo Borghini                 | Sunweb                 |
| 8                  | Marianne Vos         | Annemiek van Vleuten | Marianne Vos          | Amanda Spratt             | Sofia Bertizzolo                 | Elisa Longo Borghini                 | Sunweb                 |
| 9                  | Annemiek van Vleuten | Annemiek van Vleuten | Annemiek van Vleuten  | Amanda Spratt             | Sofia Bertizzolo                 | Elisa Longo Borghini                 | Sunweb                 |
| 10                 | Annemiek van Vleuten | Annemiek van Vleuten | Annemiek van Vleuten  | Amanda Spratt             | Sofia Bertizzolo                 | Elisa Longo Borghini                 | Sunweb                 |
| Classements finals | Classements finals   | Annemiek van Vleuten | Annemiek van Vleuten  | Amanda Spratt             | Sofia Bertizzolo                 | Elisa Longo Borghini                 | Sunweb                 |

## Liste des participantes

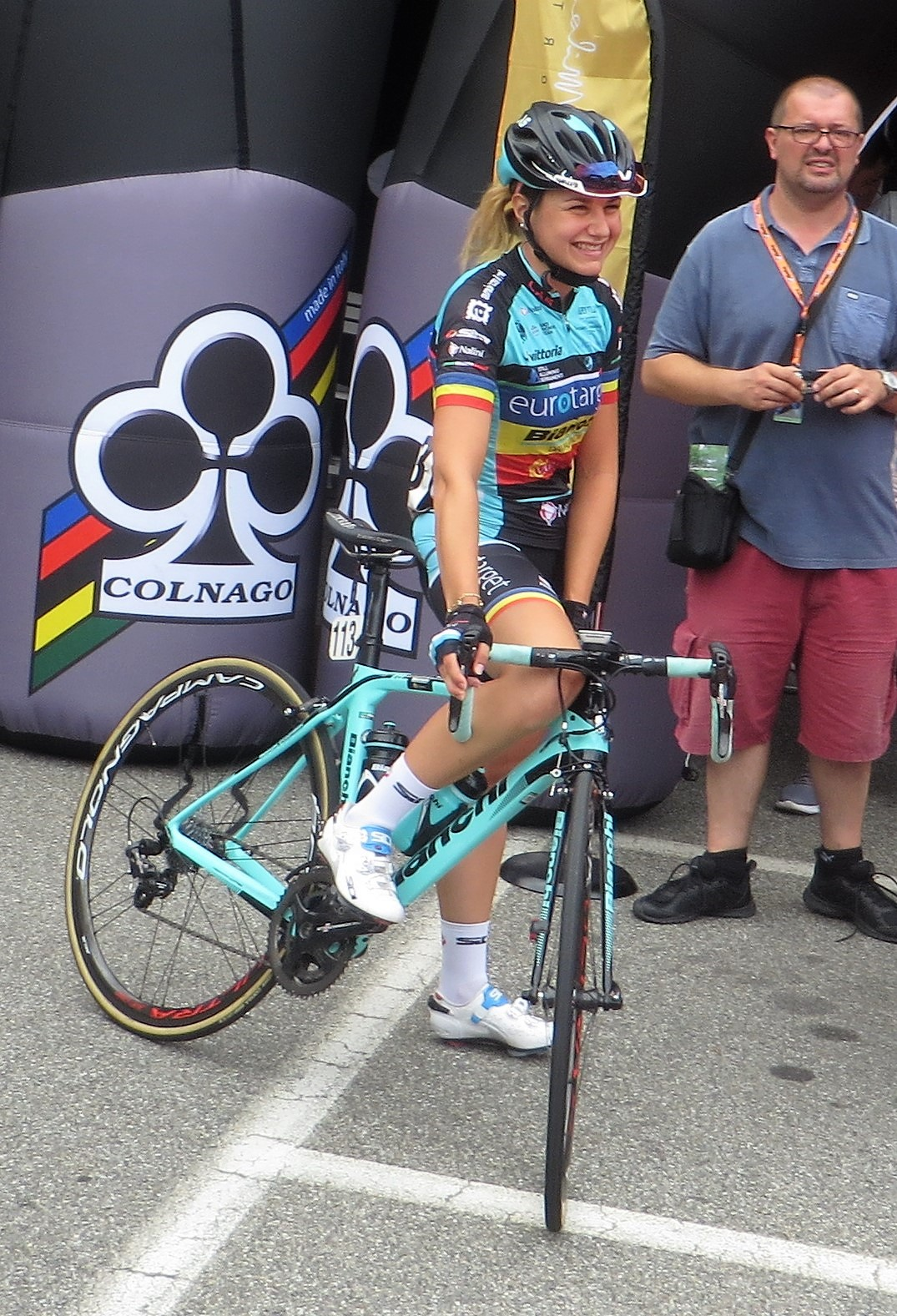
Ana Maria Covrig au départ du tour féminin d'Italie en 2018

| Légende                             | Légende | Légende                                | Légende |
| ----------------------------------- | --- | -------------------------------------- | --- |
| Num                                 | Dossard de départ porté par la coureuse sur ce Tour d'Italie féminin                                             | Pos                                    | Position finale au classement général                                                                         |
| Leader du classement général        | Indique la vainqueur du classement général                                                                       | Leader du classement des sprints       | Indique la vainqueur du classement par points                                                                 |
| Leader du classement de la montagne | Indique la vainqueur du classement de la montagne                                                                | Leader du classement du meilleur jeune | Indique la vainqueur du classement de la meilleure jeune                                                      |
|                                     | Indique un maillot de champion national ou mondial, suivi de sa spécialité                                       | Leader du classement par points        | Indique la vainqueur du classement de la meilleure italienne                                                  |
| #                                   | Indique la meilleure équipe                                                                                      | NP                                     | Indique une coureuse qui n'a pas pris le départ d'une étape, suivi du numéro de l'étape où elle s'est retirée |
| AB                                  | Indique une coureuse qui n'a pas terminé une étape, suivi du numéro de l'étape où elle s'est retirée             | HD                                     | Indique une coureuse qui a terminé une étape hors des délais, suivi du numéro de l'étape                      |
| *                                   | Indique une coureuse en lice pour le classement de la meilleure jeune (coureuses nées après le 1er janvier 1994) |                                        | |

## Organisation et règlement de la course

### Comité d'organisation
L'épreuve est organisée par l'association 4 Erre ASD. L'association et le comité d'organisation sont présidés par Giuseppe Rivolta. Les directeurs de la course sont Bruno Righetti et Angelo Salvatore Letizia.

### Incidents de course
Le règlement de la course permet à une coureuse victime d'un accident de course dans les trois derniers kilomètres d'une étape et qui se verrait retardée pour cette raison de ne pas perdre de temps au classement général. La règle ne s'applique pas aux étapes six, sept et neuf.

### Délais
Lors d'une course cycliste, les coureuses sont tenus d'arriver dans un laps de temps imparti déterminé à partir du temps de la première pour pouvoir être classées. Ces délais sont variables selon la difficulté d'une étape, une étape plus difficile bénéficiant d'un pourcentage de délais plus important. Lors de cette édition du Tour d'Italie féminin, les délais prévus sont de 60 % sur la 1re et la 5e étapes, de 35 % sur les 6e, 8e et 10e étapes, de 30 % sur les 2e, 4e et 5e étape, enfin 20 % sur la 3e étape.

### Classements et bonifications

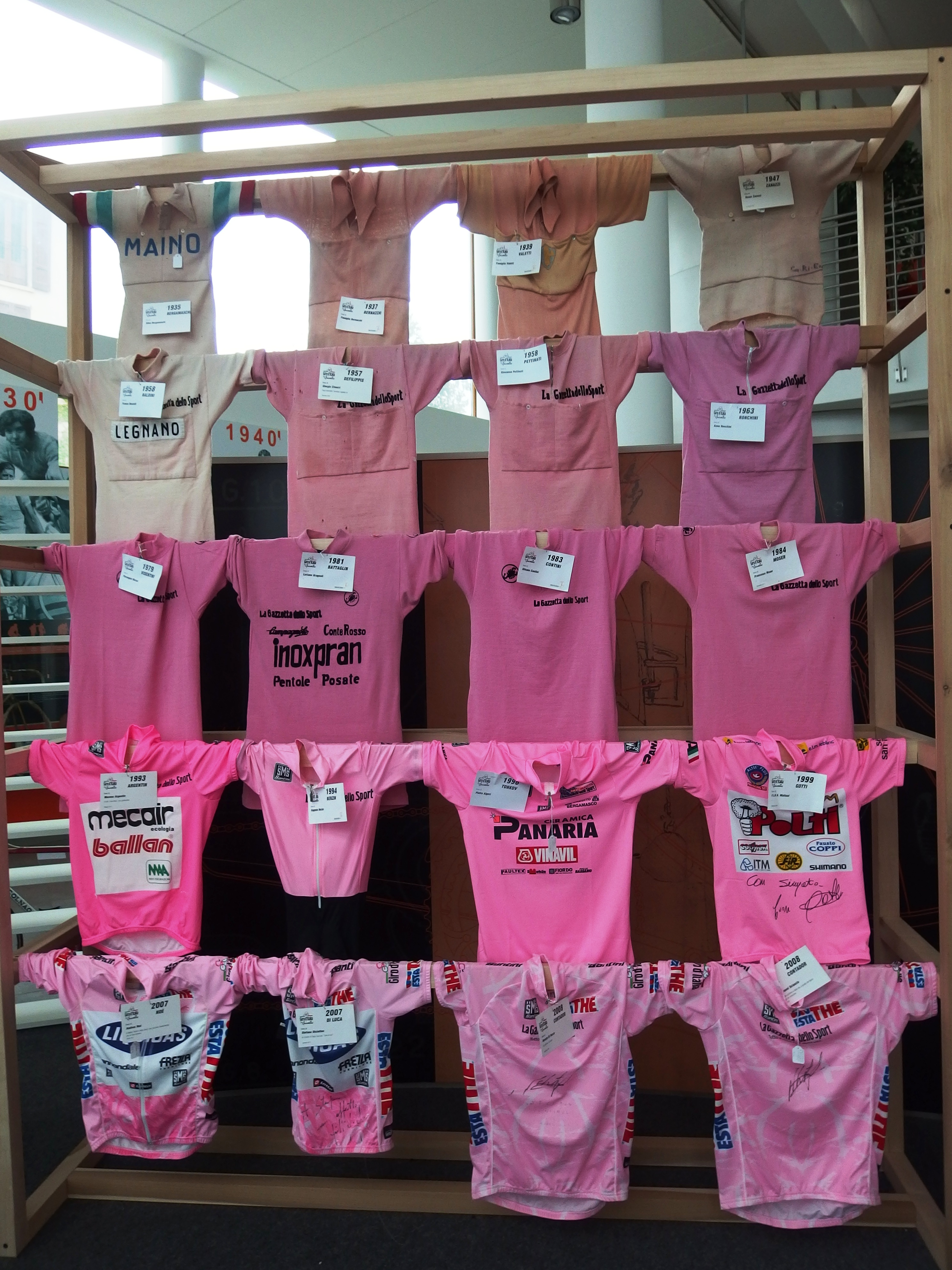
La coureuse en tête du classement général porte un maillot rose, comme sur le Tour d'Italie masculin

Le classement général individuel au temps est calculé par le cumul des temps enregistrés dans chacune des étapes parcourues. Des bonifications et d'éventuelles pénalisations sont incluses dans le calcul du classement. La coureuse qui est première de ce classement est porteuse du maillot rose.
Des bonifications sont attribuées dans cette épreuve. Chaque arrivée d'étape, à l'exception des contre-la-montre par équipes et individuel, donne lieu à dix secondes, six secondes et quatre secondes pour les trois premières coureuses classées. Par ailleurs, durant la course, il existe des sprints intermédiaires dont les trois premiers sont récompensés respectivement de trois secondes, deux secondes et une seconde[réf. nécessaire].

#### Classement de la meilleure grimpeuse
Le classement du meilleur grimpeur, ou classement des monts, est un classement spécifique basé sur les arrivées au sommet des ascensions répertoriées dans l'ensemble de la course. Elles sont classées en quatre catégories. Celles hors-catégorie rapportent 16, 14, 12, 10 et 8 points au cinq premières. Celles de premières catégorie : 13, 11, 9, 7 et 5 points. Celles de deuxième catégorie rapportent 7, 5, 3, 2 et 1 point enfin celles de troisième catégorie 5, 4, 3, 2 et 1 point. Le premier du classement des monts est détenteur du maillot vert. En cas d'égalité, les coureuses sont prioritairement départagées par le nombre de premières places aux sommets. Si l'égalité persiste, le critère suivant est la place obtenue au classement général. Pour être classée, une coureuse doit avoir terminée la course dans les délais.

#### Classement par points
Le maillot cyclamen récompense le classement par points. Celui-ci se calcule selon le classement lors de sprints intermédiaires, dits « Traguardo Volante », et lors des arrivées d'étape. Les trois premières coureuses des sprints intermédiaires reçoivent respectivement 4, 2 et un point. Lors d'une arrivée d'étape, les dix premières se voient accorder des points selon le décompte suivant : 15, 12, 10, 8, 6, 5, 4, 3, 2, 1 point. En cas d'égalité, les coureuses sont prioritairement départagées par le nombre de victoires d'étapes. Si l'égalité persiste, le nombre de victoires à des sprints intermédiaires puis éventuellement la place obtenue au classement général entrent en compte. Pour être classée, une coureuse doit avoir terminée la course dans les délais.

#### Classement de la meilleure jeune
Le classement de la meilleure jeune ne concerne qu'une certaine catégorie de coureuses, celles étant âgées de moins de 23 ans. C'est-à-dire aux coureuses nées après le 1er janvier 1995. Ce classement, basé sur le classement général, attribue au premier un maillot blanc.

#### Classement de la meilleure italienne
Le classement de la meilleure italienne ne concerne que les coureuses de nationalité italienne. Ce classement, basé sur le classement général, attribue à la première un maillot bleu.

#### Répartition des maillots
Chaque coureuse en tête d'un classement est porteuse du maillot ou du dossard distinctif correspondant. Cependant, dans le cas où une coureuse dominerait plusieurs classements, celle-ci ne porte qu'un seul maillot distinctif, selon une priorité de classements. Le classement général au temps est le classement prioritaire, suivi du classement général par points, du classement général du meilleur grimpeur, du classement de la meilleure jeune et du classement de la meilleure italienne. Si ce cas de figure se produit, le maillot correspondant au classement annexe de priorité inférieure n'est pas porté par celle qui domine ce classement mais par son deuxième.

### Primes
Le contre-la-montre par équipes permet de remporter les primes suivantes :
| Position | 1er   | 2e    | 3e    | 4e    | 5e    | 6e | 7e | 8e | 9e | 10e |
| Prix     | 872 € | 590 € | 435 € | 359 € | 308 € | €  | €  | €  | €  | €   |

Les autres étapes sont dotées de la manière suivante :
| Position | 1er   | 2e    | 3e    | 4e    | 5e    | 6e    | 7e    | 8e    | 9e    | 10e   |
| Prix     | 539 € | 325 € | 225 € | 205 € | 196 € | 171 € | 147 € | 122 € | 122 € | 122 € |

En sus, les coureuses placées de la 11e à la 15e place gagnent 78 €.
Le classement général final attribue les sommes suivantes :
| Position | 1er     | 2e    | 3e    | 4e    | 5e    | 6e    | 7e    | 8e    | 9e    | 10e   |
| Prix     | 1 145 € | 550 € | 400 € | 360 € | 325 € | 255 € | 255 € | 255 € | 255 € | 255 € |

En sus, les coureuses placées de la 11e à la 15e place gagnent 215 €.

### Prix
Par ailleurs, à l'issue du classement général final, le meilleur grimpeur remporte 1 000 €, le 2e 500 € et le 3e 300 €. Pour le classement par points, les montants sont de  350 € pour la 1re, 250 € pour la  2e et 200 € pour la 3e. La meilleure jeune remporte 350 €, la meilleure Italienne 350 €. La meilleure équipe empoche 2 000 €, la deuxième 1 000 € et la troisième 500 €.

## Partenaires
Le fabricant de cycles Colnago est partenaire du classement général.